# 臺南孔子廟
臺南孔子廟，位於臺灣臺南市中西區，是臺灣最早的文廟，建於明鄭永曆十九年（西元1665年）。清領初期時曾是全臺童生唯一入學之所，因而稱「全臺首學」。
臺南孔廟於民國72年（1983年）12月28日公告為祠廟類國家一級古蹟，1997年《文資法》修法後為國定古蹟。

## 沿革

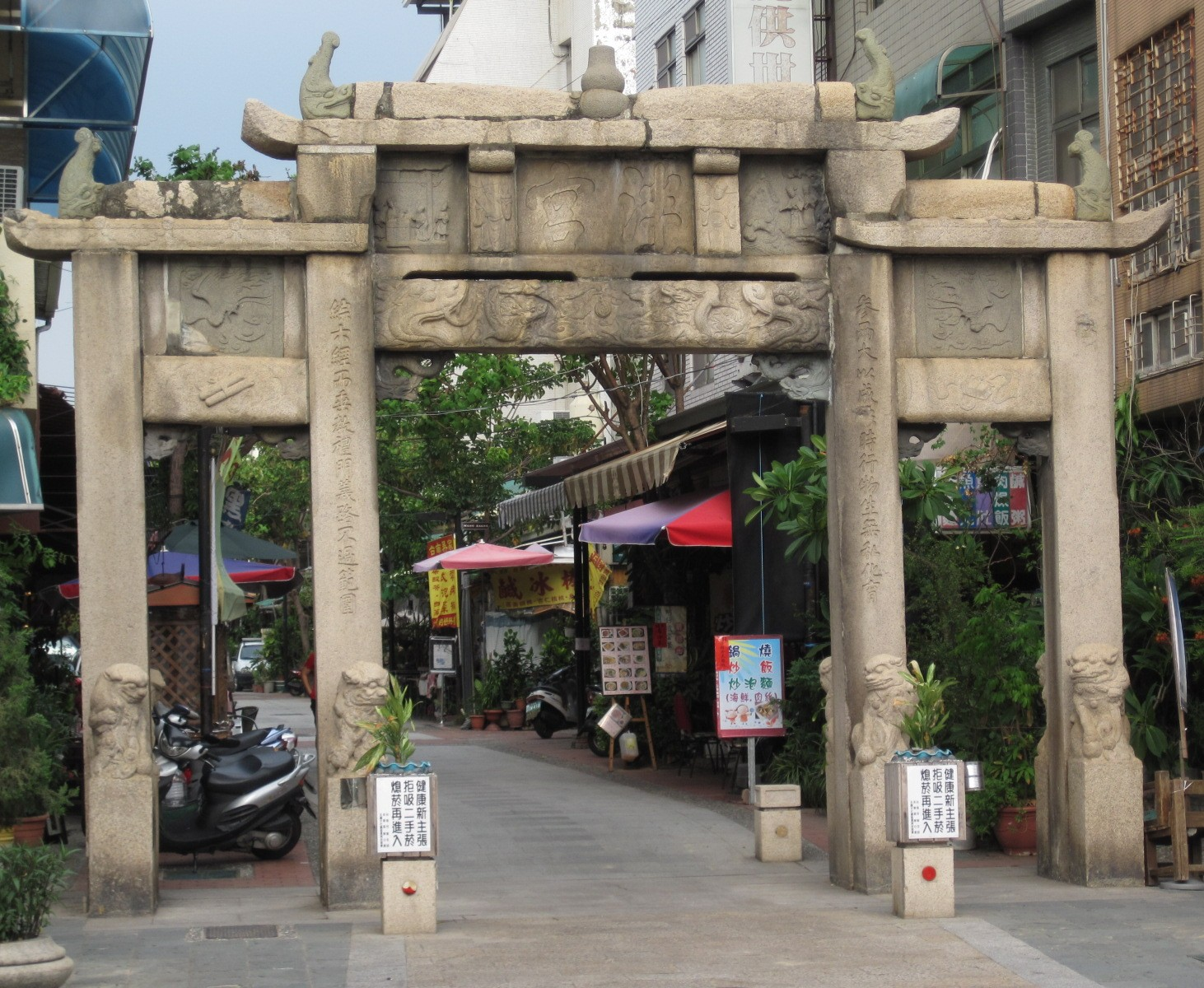
蔣元樞所增建的泮宮石坊

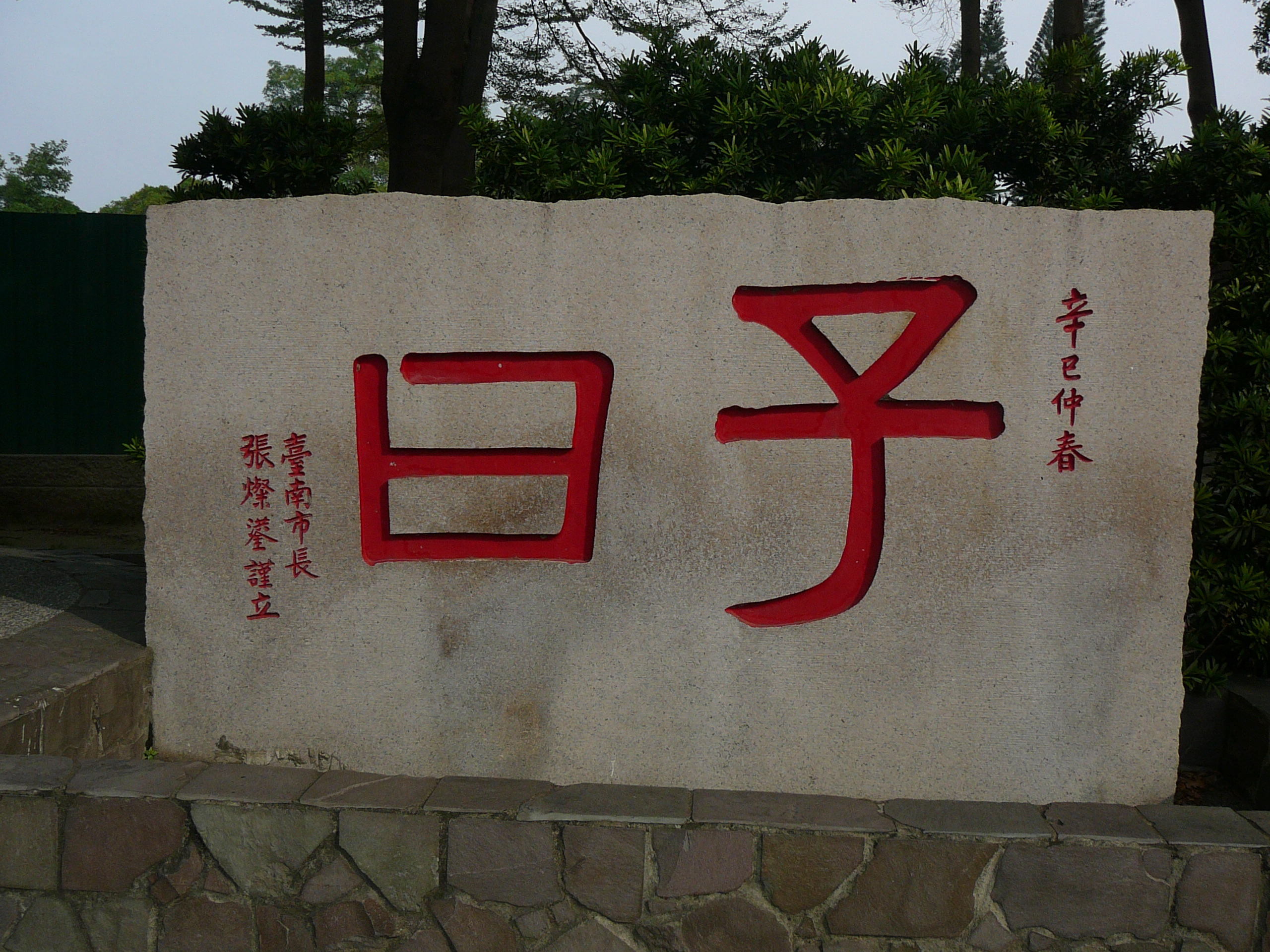
張燦鍙的作品「子曰」石碑

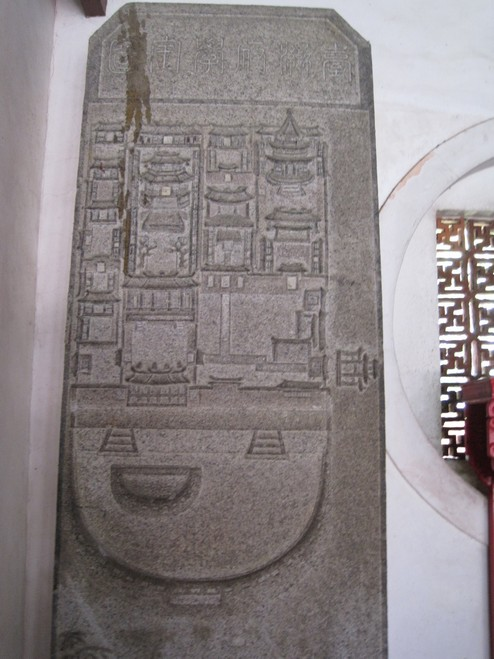
臺灣府學全圖碑

### 明鄭創建
臺南孔子廟的由來可追溯到明永曆十九年（1665年）:2:13:27。當時由陳永華以「十年成長，十年教養，十年成聚」的復國計畫，建議鄭經盡速建立聖廟、學校以延攬人才:13。鄭經採納此建議後，命令陳永華擇地動工，而陳永華便選在承天府寧南坊桂仔埔（鬼仔埔）建立「先師聖廟」:14:27。據《臺灣外記》的說法，工程於永曆廿年正月（約1666年2月）完工，並在先師聖廟旁設有明倫堂:2:13:27。
明鄭時期的科舉制度由上而下可分為院試、府試以及州試三級考試。男童滿八歲入社學接受初等的經史教育。陸續通過州試、府試以及院試者，則取得廩膳生的資格，並可進入太學接受高等經史教育。每月授課、考試一次，並依照成績優劣發放廩膳（零用金）。每三年舉行大試，選拔優秀的監生填補六官都事的職缺。
國子監的官職分為「禮官」、「學院」以及「國子監助教」，後二者分別由陳永華以及葉亨擔任。其中，禮官為主辦全國教育的行政機關；學院為掌握教學與考選的主事官。一掃中國明朝末年的八股取士，實行真正的取才，使得立國不久的臺灣也能培養出有真才實學的學者；如中國清朝初年全國性的進士陳夢球以及舉人蘇峨皆為所培育出的人才。

### 清治時期
康熙二十四年（1685年）分巡臺廈道周昌和臺灣知府蔣毓英主持改建孔廟為臺灣府學，並改稱「先師廟」，俗稱「文廟」，此時孔廟除先師廟外，東西設有兩廡、北邊有啟聖祠，南邊有櫺星門，之後又增建了泮池與衙齋:2。之後在康熙三十九年（1700年）時，巡撫王之麟整修廟宇，並在大成殿東邊新建明倫堂與堂後的龍亭庫:3。康熙五十一年（1712年）時臺廈道陳璸上任時又再次整修，範圍包括大成殿、啟聖祠，欞星門左右改置文昌閣、土地祠，外設禮門、義路、大成坊及半月形牆垣，奠基了孔廟大致的格局:3。康熙五十八年（1719年）時，巡道梁文煊將大成殿的格局改為重簷歇山式，隔年陳文達編纂的《臺灣縣志》附有文廟圖，記載了當時孔廟的設施:3。
雍正元年（1723年）二月，因詔封孔子五代，啟聖祠改為崇聖祠，之後孔廟又經過幾次修繕:3。到了乾隆十四年（1749年），在巡臺御史楊開鼎的倡議下，於該年十月重建孔廟，於乾隆十六年（1751年）三月完工，而此次工程中大成殿與兩廡的規模倍前，格局被記載在隔年王必昌編纂的《重修臺灣縣志》所附之府學宮圖中:4。然後到了乾隆四十二年（1777年），知府蔣元樞又加以整建，主要是在東大成坊外增建了泮宮坊，大成殿西邊增設了府學署，為臺南孔廟規模最大的時期，其格局載於《重建臺郡各建築圖說》之重建臺灣府學圖與現存於明倫堂裡的臺灣府學全圖碑上:4。然而後來孔廟卻因為嘉慶與同治年間的地震等因素而逐漸毀損:5。
據日人山田孝使《臺南聖廟考》載，在同治元年（1862年）臺灣發生大地震，「大成殿兩廡有傾圯者，修之」。本年元月及五月臺灣發生兩次地震，特別是五月大地震，使清政府下詔免徵田賦。同年官民捐銀千餘兩。然而比起道光十五年修復工程所費金額的規模，此次規模很小。:53
光緒十三年（1887年），臺灣建省。置臺灣、臺北、臺南三府，將原臺灣府改稱「臺南府」。但直到光緒十四年（1888年）才將「臺灣府學」改稱為「臺南府學」。:53

### 日治時期
自同治年間至日本領臺前，有三十餘年臺南孔子廟皆無整修，以至於蠹蝕嚴重。乙未（1895年）改隸後，進入日治時期。因各地抗日義軍風起雲湧，日軍將「南進討伐軍駐屯所」設於臺南孔子廟內。並在東大成坊設立「臺南舍營病院」，作為軍醫院所用。直到抗日義軍聲勢較弱後，將臺南孔子廟改為「臺灣民政支所職員宿舍」。:54明治二十九年（1896年）11月4日，在此開辦「臺南國語傳習所」。:54

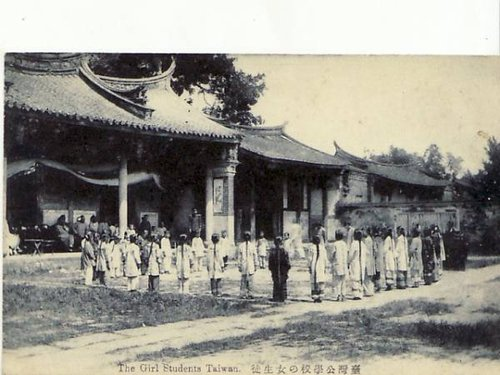
日治初期，臺南孔廟作為教育臺灣人之公學校。

明治三十年（1897年），前清舉人蔡國琳與商朝鳳、許廷光等人謀議，由臺南孔子廟與附屬樂局的田園租金收入，共一千二百九十圓來修葺大成殿及其他建物，並修補禮樂器。:55然而在明治三十一年（1898年）8月，臺灣總督府發布「公學校令」和「公學校規則」，在臺南孔廟設立「臺南公學校」提供臺灣人小學程度日文教育，明治三十七年（1904年）更名為「臺南第一公學校」。當時校舍的使用，除了大成殿、文昌閣及節孝祠外，其餘皆作為學校使用。:55事實上，大成殿亦被充當教室使用。:56大正五年（1916年）孔廟計畫整修，所以學校於隔年（1917年）8月遷於南大附小樹林街現址
大正五年（1916年）4月，中華民國福建省指派代表張遵旭來臺參觀臺灣勸業會。將訪臺18日的見聞撰成《臺灣遊記》，即紀錄參觀臺南孔子廟的境況：「現在孔廟改為公學校（公學校，專為教育臺灣人而設）。時正教授國語，見黑板上書「大日本帝國」、「尊國體」、「美國風」等字，教員發問，諸生爭相對答解講「吾等應如何尊重國體」、「應如何愛慕國風」。噫！國語之重要如此！然純為化民根本上之問題，深足畏也（予於1910年曾往朝鮮，參觀京城各學校亦皆注意於此）！周覽大成殿，中置至聖先師之位，景象蕭條，蓋已廢祀久矣。廟旁舊有海東書院，今已傾圮。」:57
大正五年（1916年）至六年（1917年）間，日本政府闢建幸町（今南門路），泮宮石坊也移至現今位置（南門路與府中路交叉巷口）。:67
大正六年（1917年）7月孔廟整修動工，隔年（1918年）3月整修完畢:5，由臺南廳長枝德二提倡修復，臺南仕紳許廷光、楊鵬摶、陳鴻鳴、謝羣我等人發起捐獻。完工後枝德二撰文立碑，採漢文說明整修始末，碑身位於今孔廟東南側。此次工程主要是將建築物解體重建，山田孝使的《臺南聖廟考》一書載有施工前後的孔廟平面圖，其差異主要是在不再復建明倫堂兩廊與後方的文昌祠:5，朱子祠、櫺星門以及禮門義路的圍牆也未重建，形成孔廟今天的格局:6。並由山田孝使撰寫《臺南聖廟考》，將孔子廟沿革、倡修、維護及捐款者等刊印。:63
大正十二年（1923年），日本皇太子裕仁訪問臺灣，於4月20日訪問臺南孔子廟。

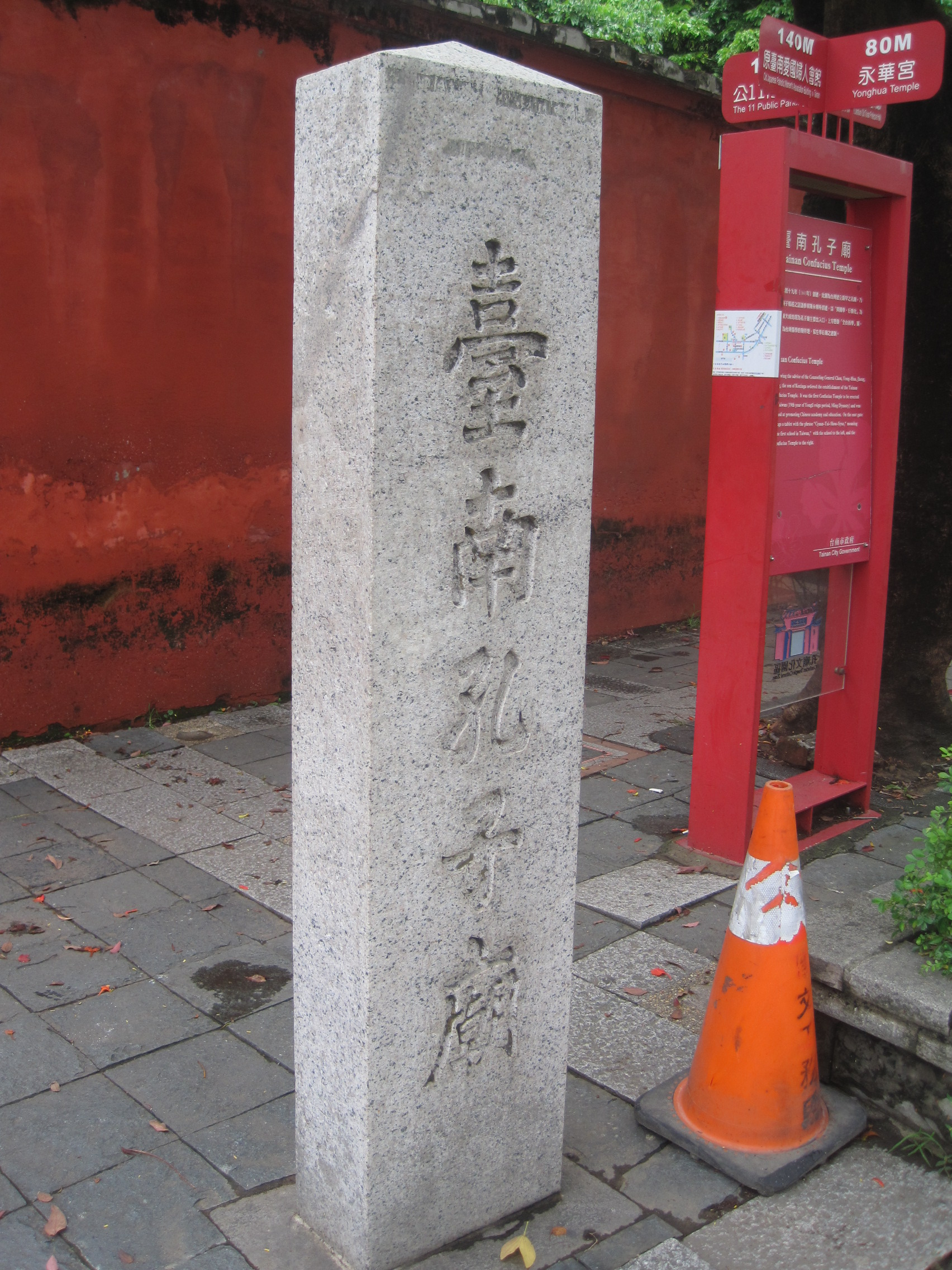
羽鳥又男所書之「臺南孔子廟」碑。

昭和十一年（1936年）左右，孔廟泮池前空地（今忠義國小操場）割給臺南神社作為神社外苑。:74皇民化運動時期，臺南孔廟曾被設置日本神棚，被注重「文化財」的時任臺南市長羽鳥又男撤除，為此曾遭檢舉為「非國民」。羽鳥又男任內亦維護恢復了祭孔儀式。:71
昭和十六年（1941年），日本偷襲珍珠港，引發美國對日宣戰。二次大戰期間，隨著日軍節節敗退，喪失制空權。臺南孔子廟因位於市中心鄰接臺南州廳、東西兩側又為防衛要塞，殿廡又駐有日軍，遂成盟軍轟炸目標。昭和二十年（1945年）3月1日，盟軍空襲臺南，不僅轟炸臺南州廳，臺南孔子廟的大成殿、崇聖祠、圖書庫、樂器庫、東大成坊北邊的事務所皆被炸毀，毀損相當嚴重。:74當時擔任聖廟管理員的方燿堃為恐聖廟遭害，事先將先師聖位、前清皇帝御匾及有關重要禮器由其昆仲搬至玉井及安南和順寮一帶以避其害，途中曾遭盟軍機來襲，在兩兄弟保護下雖部分損失，幸尚能大部保存。:128

### 民國時期
1945年（昭和二十年、民國三十四年）日本投降，中華民國政府接管臺灣。民國三十六年（1947年），魏道明出任臺灣省主席，於7月巡視臺南。地方人士面陳修復孔廟，魏道明響應並呼籲各界捐款，募得舊臺幣二千萬元，於民國三十七年（1948年）2月興工，同年6月竣工，重修大成殿、東西廡、祭器庫（禮器庫）、樂器庫、大成坊、入德之門、明倫堂乃至崇聖、名宦、節孝三祠，並由魏道明撰文勒石為記，碑名《重修臺南孔廟碑記》。:78
之後臺南市政府集資分批整修孔廟，民國四十二年（1953年）8月至11月，整修明倫堂，經費新臺幣七萬一千元。民國四十九年（1960年），修葺正殿兩廡，重建西圖書庫。民國五十二年（1963年），東廡受颱風損害，臺南市政府重建典籍庫。民國五十三年（1964年），文昌閣受颱風所襲，受損嚴重。大成殿西牆亦發生坍塌，臺南市政府均加以修復，經費數萬元。民國五十四年（1965年），為臺南孔子廟創建三百年紀念。臺南市政府將殿廡破陋剝落者修葺，經費新臺幣十四萬元。由臺南市長葉廷珪撰文，朱玖瑩書寫勒石為記。碑名《臺南孔子廟三百周年紀念》，立於入德之門外左側。:78-79
民國五十七年（1968年），整修明倫堂，經費新臺幣四十餘萬元。:80之後在民國六十六、六十八年（1977、1979年）又分別重建大成殿與文昌閣:6。
民國七十二年（1983年）12月28日，中華民國內政部公告第一批15座一級古蹟名單，臺南孔子廟名列其中。
列為一級古蹟後，孔廟在民國七十四年（1985年）5月至七十八年（1989年）7月再次大修。:6此次大修由臺南市政府文獻課提議重修，獲市長蘇南成同意。經過二年的奔波努力，於民國七十一年（1982年）9月28日獲行政院核定「全面整修孔廟」，經費新臺幣二億元，由中央分擔五分之二、省府分擔五分之二、地方分擔五分之一。第一期於七十四年（1985年）5月16日開工，七十五年（1986年）5月27日完成；第二期於七十五年（1986年）8月2日開工，七十六年（1987年）9月2日完成；第三期於七十六年（1987年）6月29日開工，七十七年（1988年）5月8日完成。整體驗收完已是民國七十八年（1986年）7月21日。總工程經費達新臺幣一億一千二百一十萬元，是自大正七年（1918年）以來規模最大的整修工程。主要工程於林文雄市長時代進行，施治明市長任內，於民國八十三年（1994年）11月勒石為記，碑名《重修臺南文廟碑記》，立於明倫堂後原文昌祠 (龍亭庫) 之空地。:80-82
民國八十六年（1997年）5月，《文化資產保存法》修法後不再區分為一至三級古蹟，而採用國定、直轄市定、縣市定三級。臺南孔子廟改為國定古蹟。
民國八十六年（1997年）左右，中華民國行政院文建會（今文化部）委託國立成功大學建築系規畫一個以孔廟為中心的文化園區，當時規畫範圍除孔廟以外還有周圍即將遷走的附近市府機關建築等古蹟、歷史建築。而目前的孔廟文化園區則是孔廟沿南門路以南兩側，包括武德殿、永華宮、德化堂、延平郡王祠、鄭成功文物館、大南門、碑林與臺南放送局等景點。

## 建築

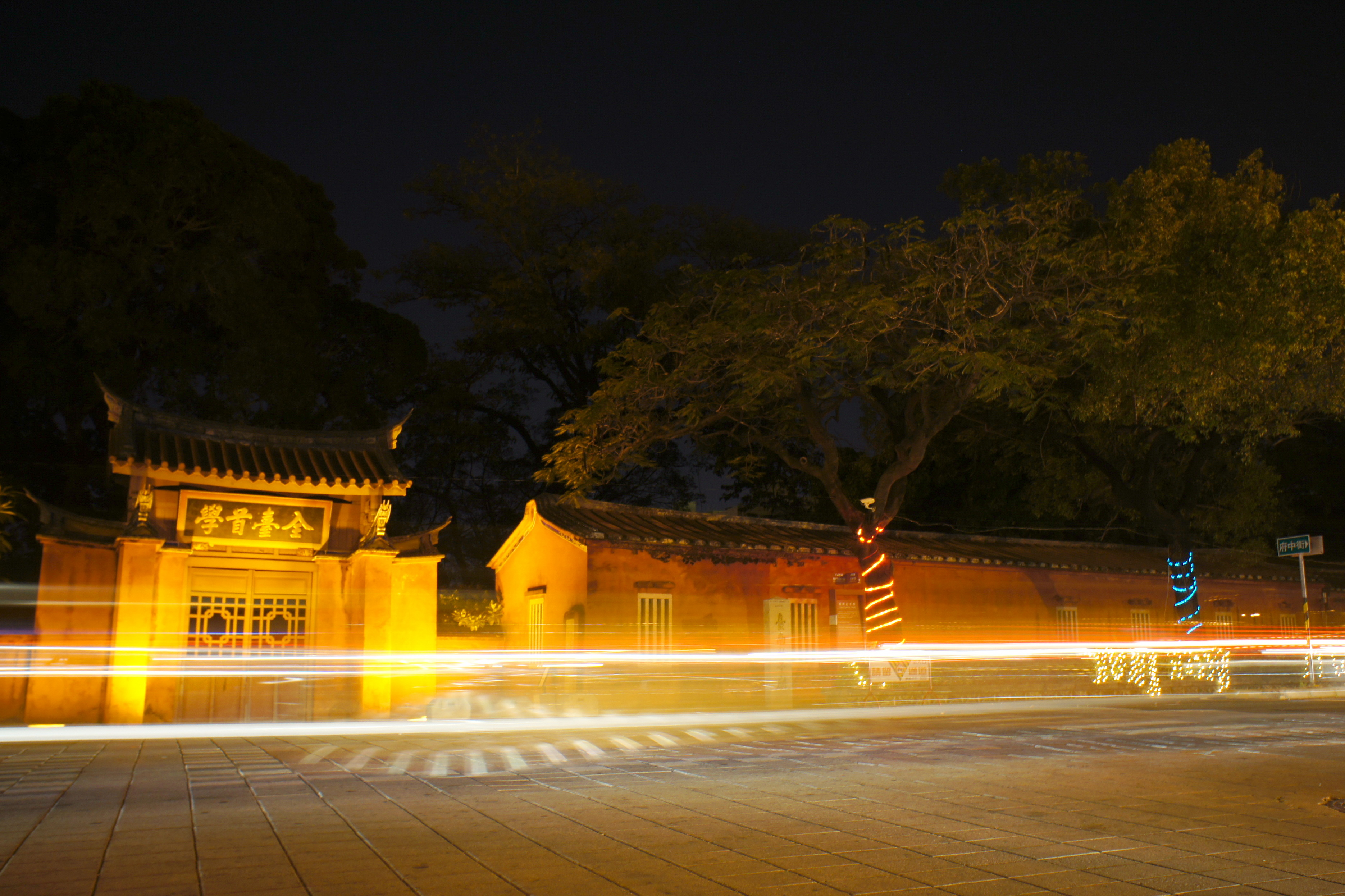
臺南孔子廟，前方為南門路。

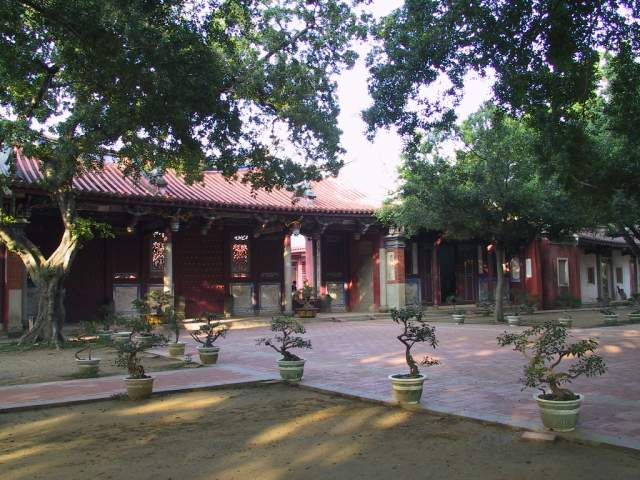
孔廟內部

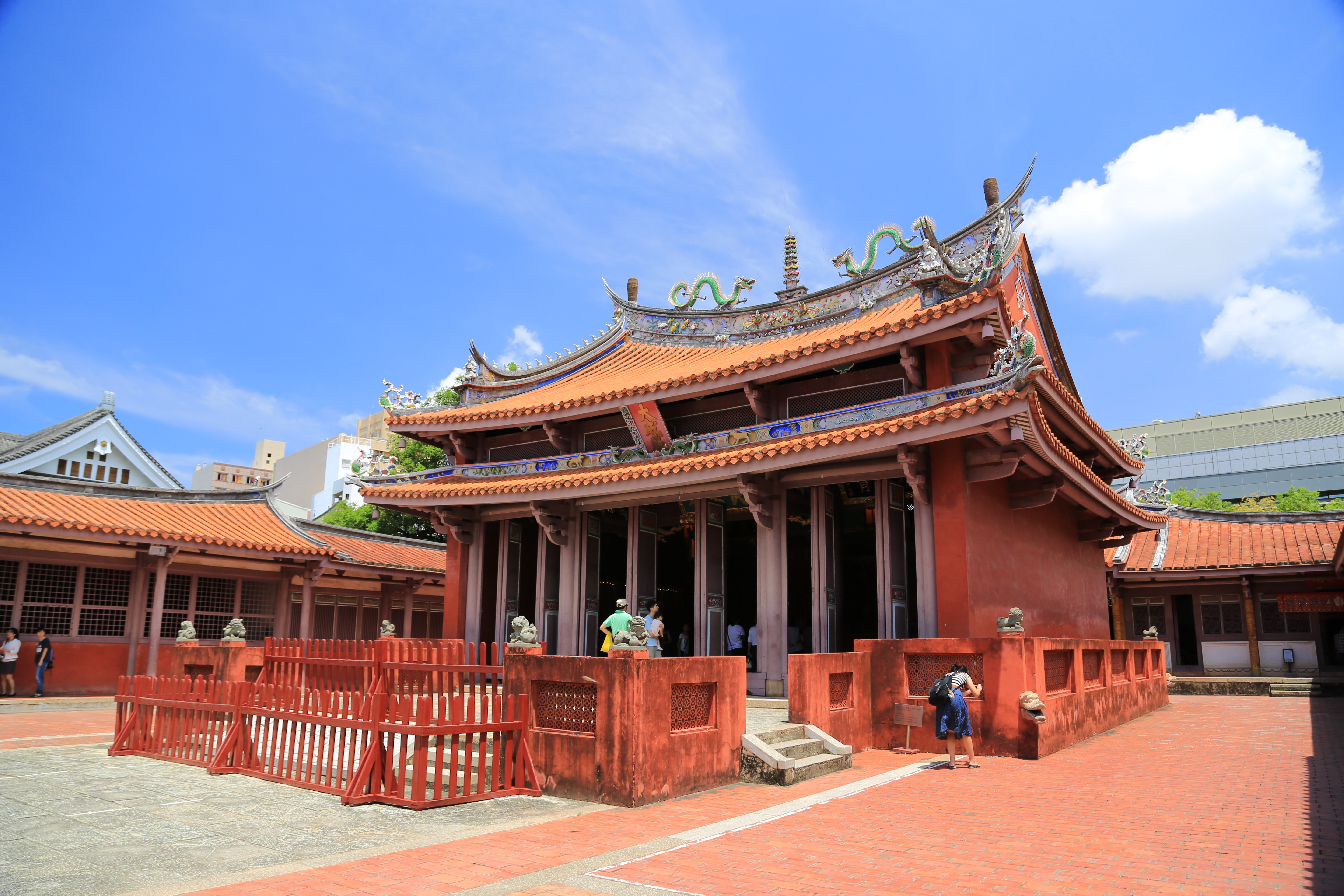
大成殿

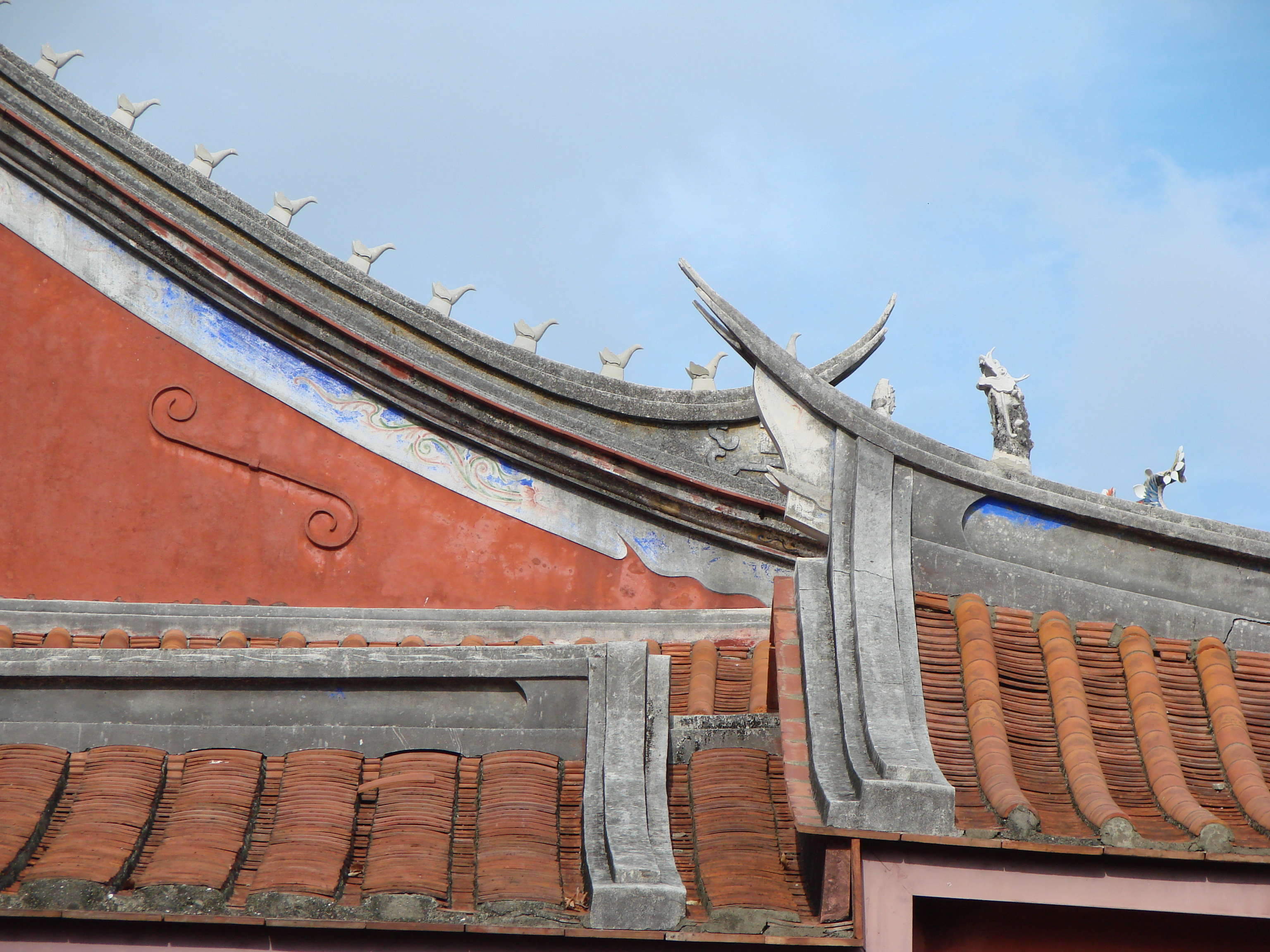
大成殿與樂器庫及西廡屋頂

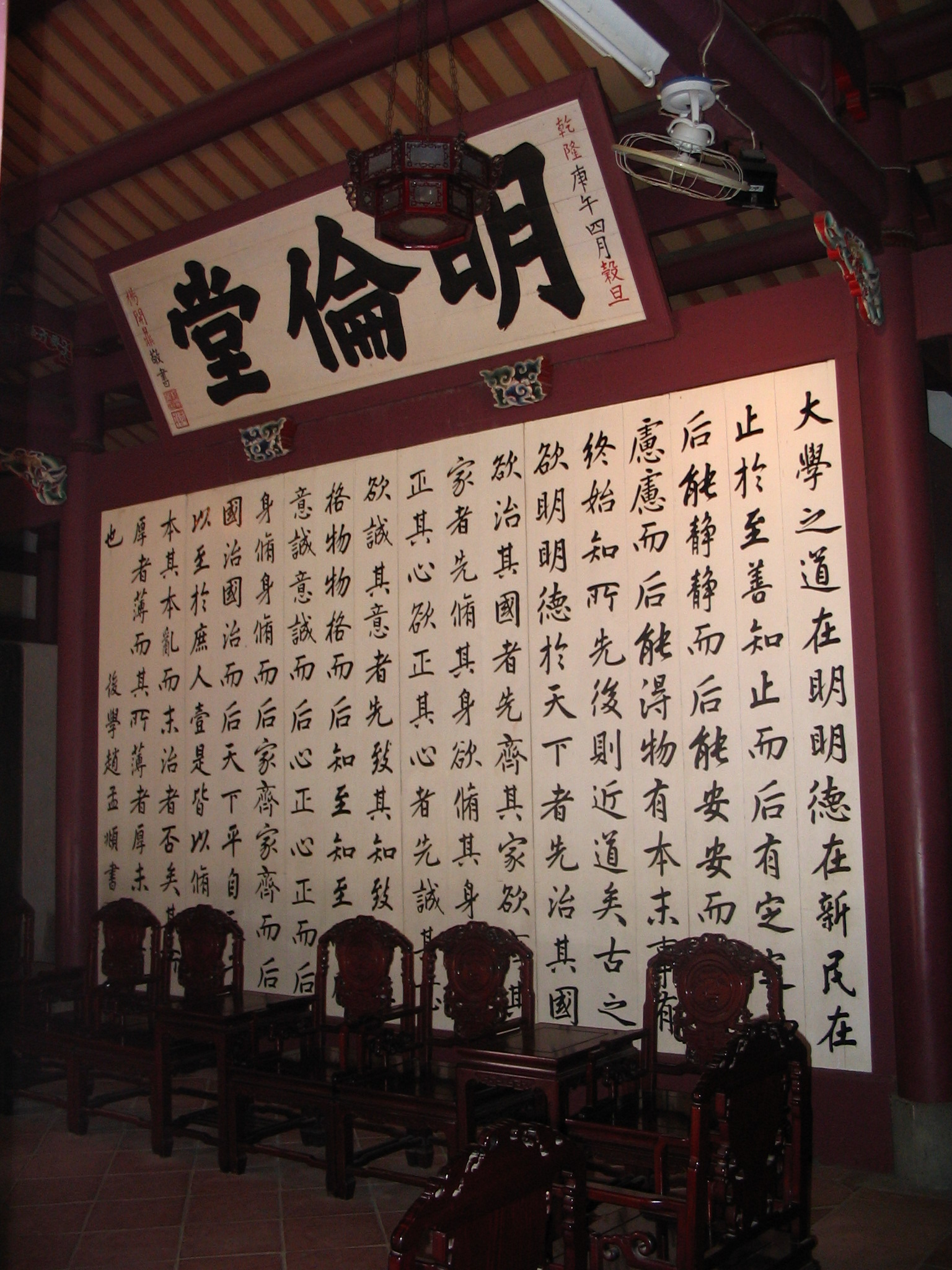
明倫堂內

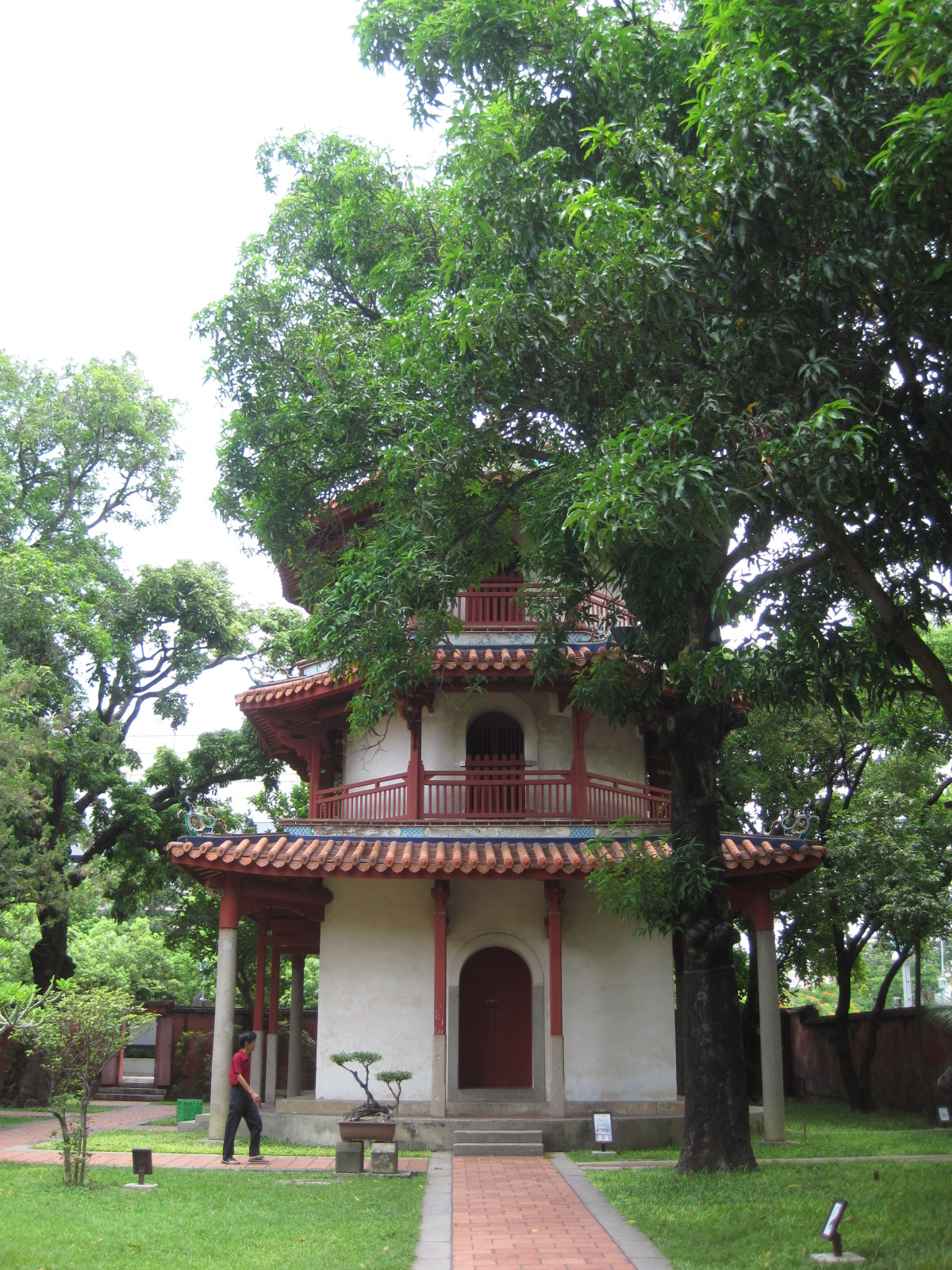
文昌閣

臺南孔廟占地9007平方公尺、建物面積2169.9平方公尺。臺南孔廟的格局為標準的「左學右廟，前殿後閣」的三合院，有三進兩廂，也是全臺唯一有泮宮石坊的文廟。右廟的第一進為大成門，清朝時左右設有名宦祠與鄉賢祠，第二進是大成殿，供奉孔子牌位。第三進是崇聖祠。左學為明倫堂和文昌閣，堂前原有兩廊，分列六藝齋、後建教官廨舍及齋廚，東邊建朱子祠，朱子祠在日治時期毀壞。櫺星門遺構於2013年期間，因大成門前一棵百歲榕樹病枯倒塌而意外重見天日。

### 大成坊
大成坊有東、西兩座，外貌幾乎一致，下方是雙十字型承重牆，牆頂用燕尾收頭，再以木構造支撐懸山式燕尾屋頂。東大成坊是臺南孔廟的出入口，始建於清康熙五十四年（1715年）:12，外側掛有「全臺首學」的金字橫匾，原件可能是日治時期大正六年（1917年）整修時所書，現懸者為複製品。此外在東大成坊外北側立有一塊下馬碑，以滿、漢文並刻「文武官員軍民人等至此下馬」十二字，可能為清康熙二十六年（1687年）所立:13。西大成坊則建於清乾隆十四年（1749年）:12，在戰後因緊鄰忠義國小而一直封閉，直到2003年底忠義國小整修拆除友愛樓，而後鋪設景觀步道後才在2004年時重新開啟。

### 泮池與泮宮坊
在大成坊之間的步道以南有一半圓形泮池，泮池以北原設有櫺星門，現已不存。泮池周圍有著石欄杆，而在泮池北邊與庭園相連的磚牆上嵌有「思樂泮水」碑，在日治時期曾被拿去當作防空洞的材料，防空洞拆除後才於民國五十四年（1965年）重新鑲在牆上:11。
泮宮坊原位在東大成坊外，立於乾隆十四年（1749年），為石造四柱三間，石柱前後各有四隻石獅，是在開闢今南門路時東移至現址:11。

### 禮門與義路
禮門與義路位於大成坊之間，大成門前的步道上，步道東側為禮門，西側為義路，屋頂為硬山式燕尾，屋脊上有一對鴟尾，牆上有小花格窗:14。始建於康熙五十四年（1715年），過去周圍連有圍牆，自大成坊進入孔廟後得經由「禮門」及「義路」才能進入大成門及及大成殿，今貌則為民國七十五年（1986年）左右修建的結果:14。

### 名宦祠鄉賢祠與節孝祠孝子祠
乾隆十四年（1749年）後的名宦祠鄉賢祠改建於大成門兩側。日治大正六年（1917年）整修之後，原居左側之鄉賢祠空間改為節孝祠與孝子祠，鄉賢祠乃與名宦祠合而為一。名宦祠鄉賢祠內供奉包括福建水師提督施琅及施世驃父子、福建總督范承謨及姚啟聖與台灣知府蔣毓英及靳治揚、福建巡撫陳璸、分巡臺廈道陳大輦、南澳鎮總兵藍廷珍與臺灣府海防同知洪一棟等名宦十人，鄉賢則是王鳳來與陳震曜二人。節孝祠孝子祠內供奉有陳守娘等節孝婦女二百多人，孝子僅侯瑞珍一人。

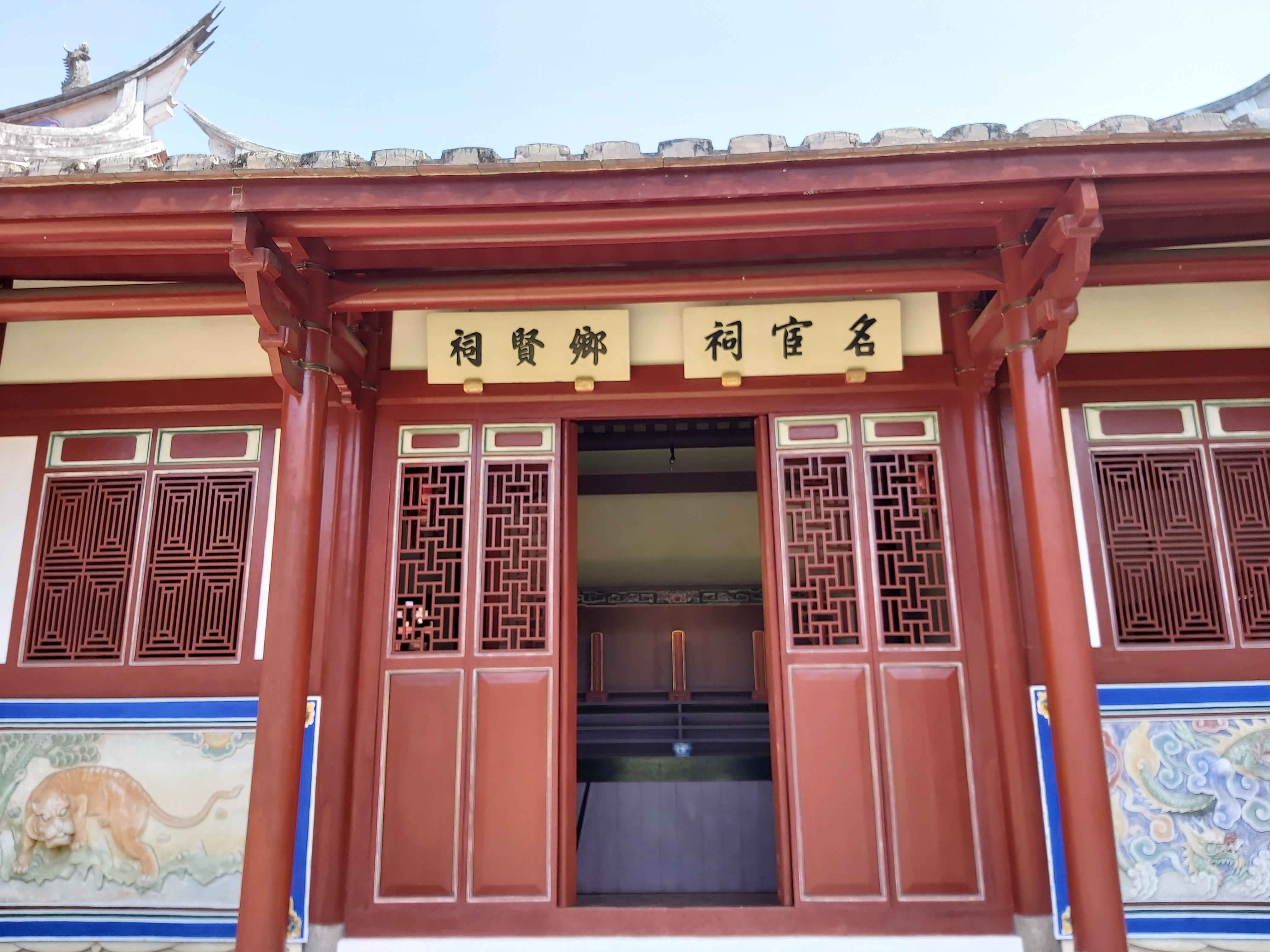
名宦祠鄉賢祠
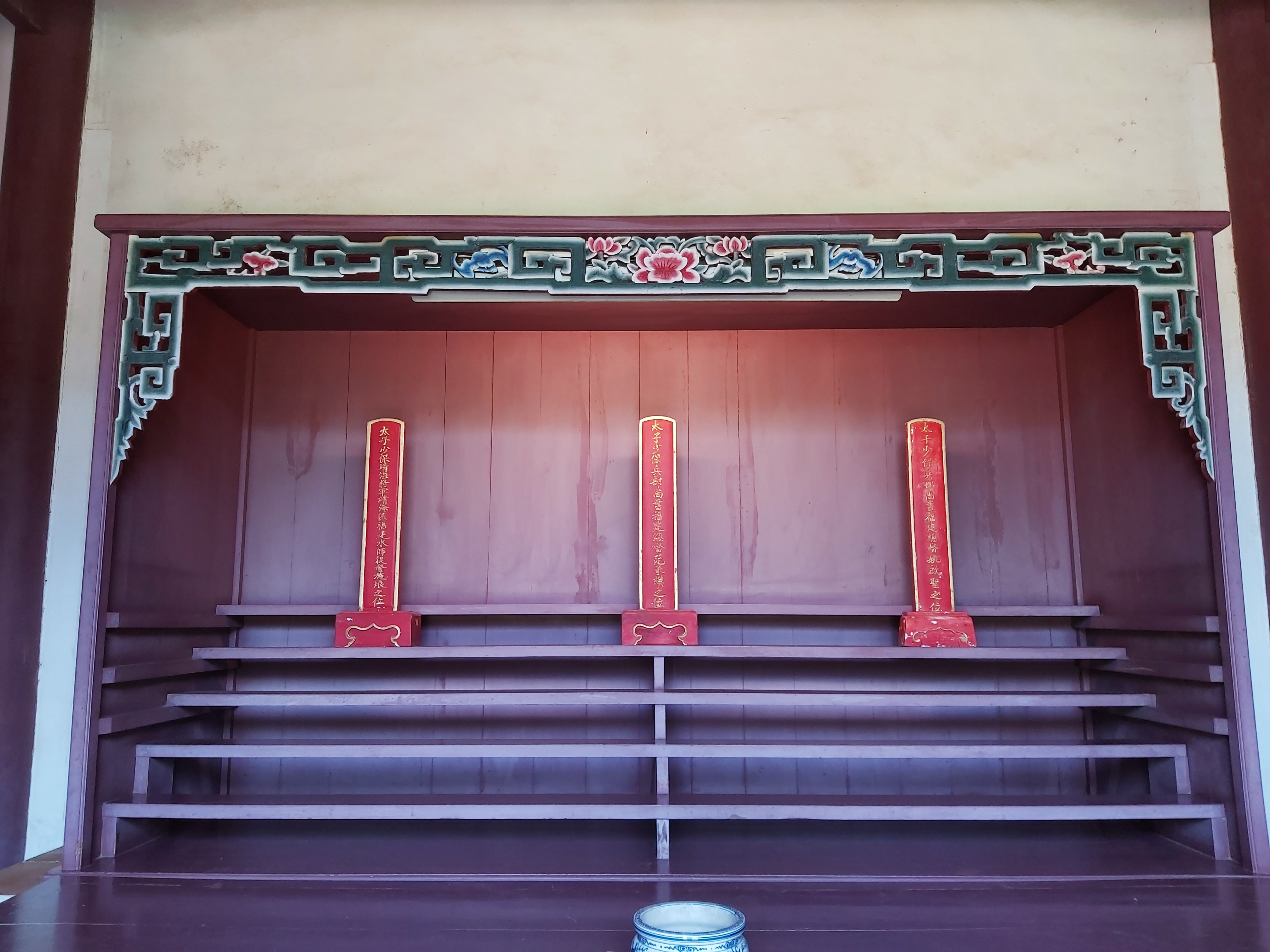
名宦祠內范承謨（中）、姚啟聖（右）與施琅（左）的牌位
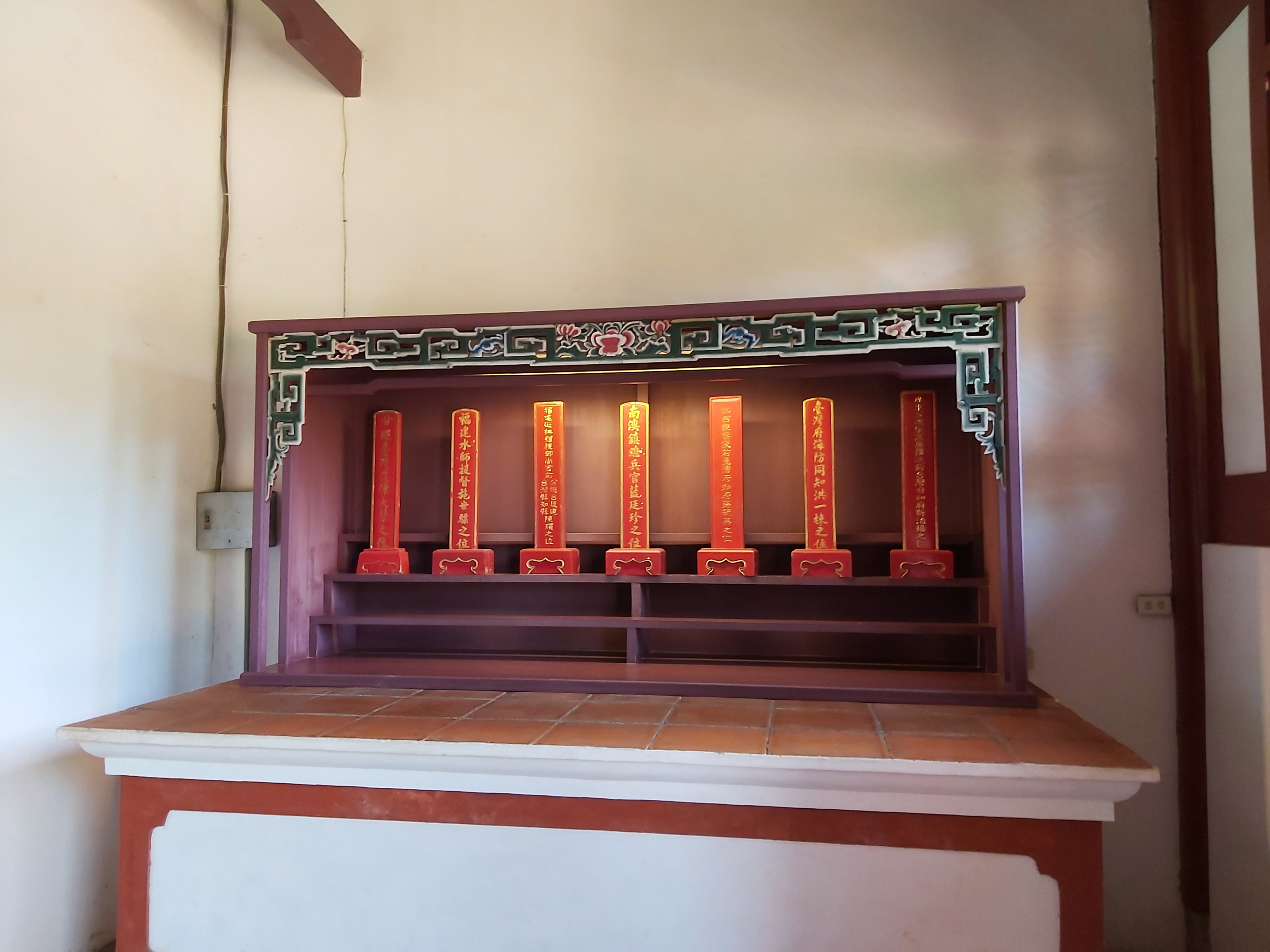
名宦祠內由左至右：陳大輦、施世驃、陳璸、藍廷珍、蔣毓英、洪一棟與靳治揚的牌位
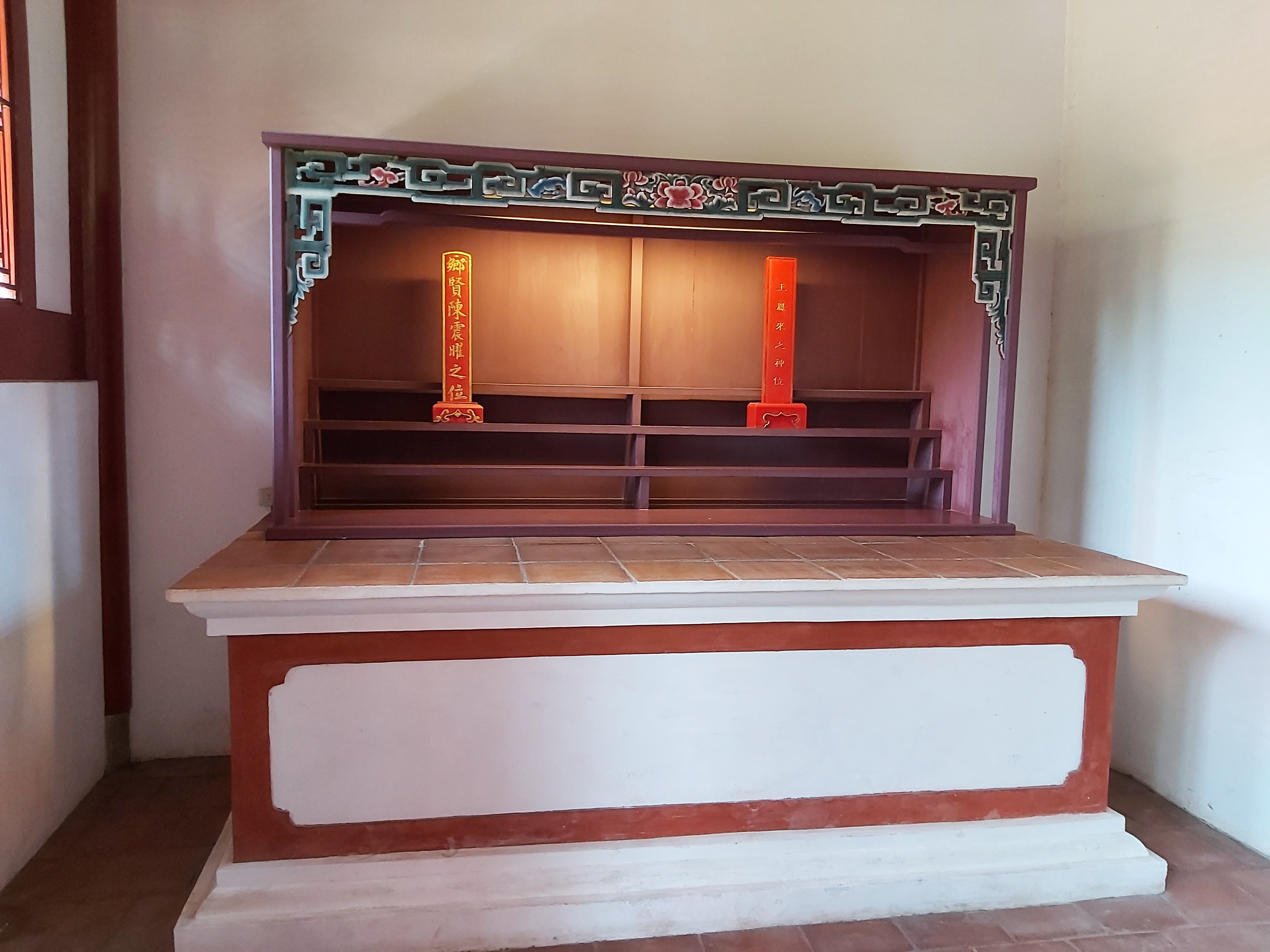
鄉賢祠內陳震曜與王鳳來的牌位
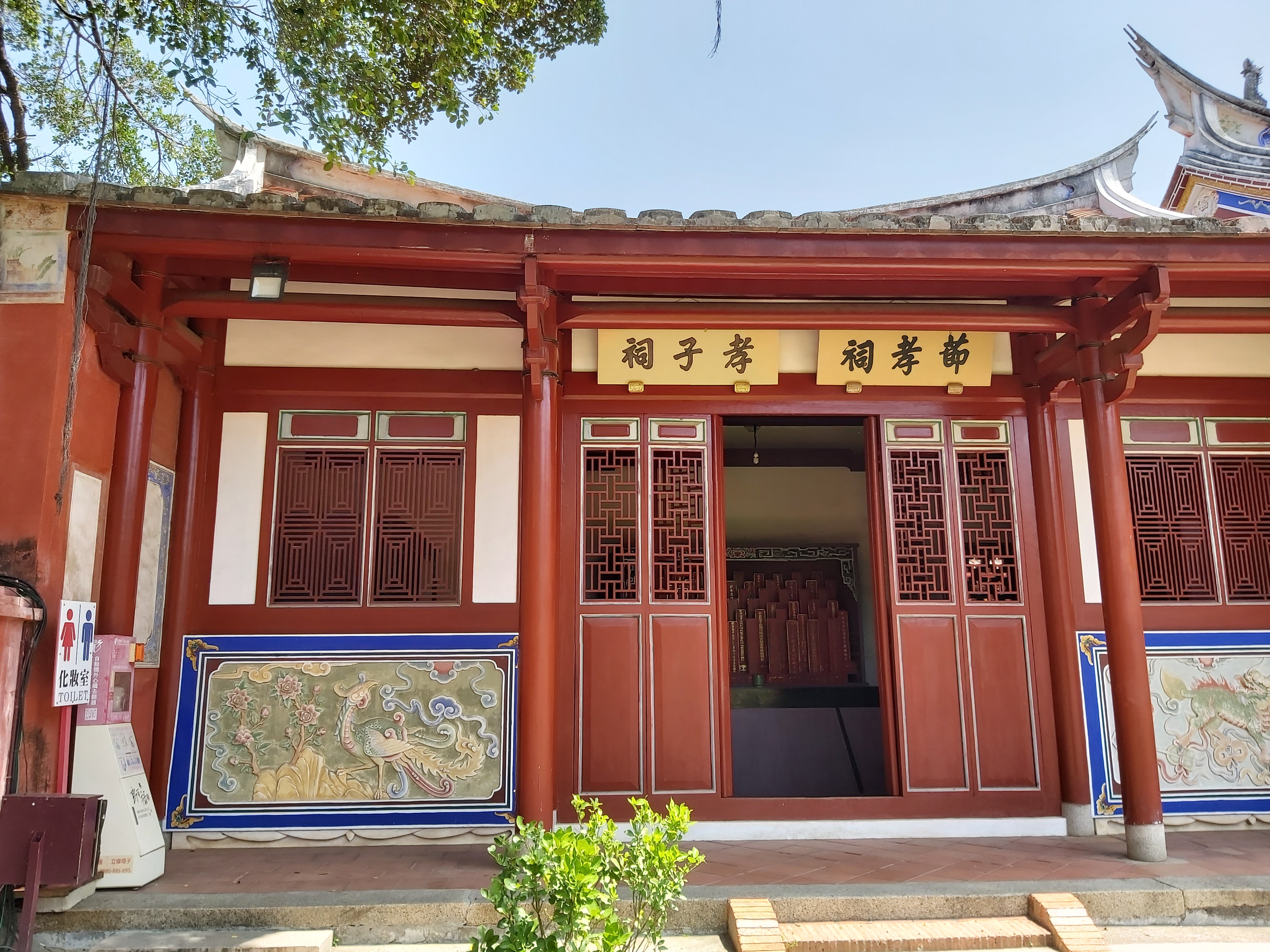
節孝祠孝子祠
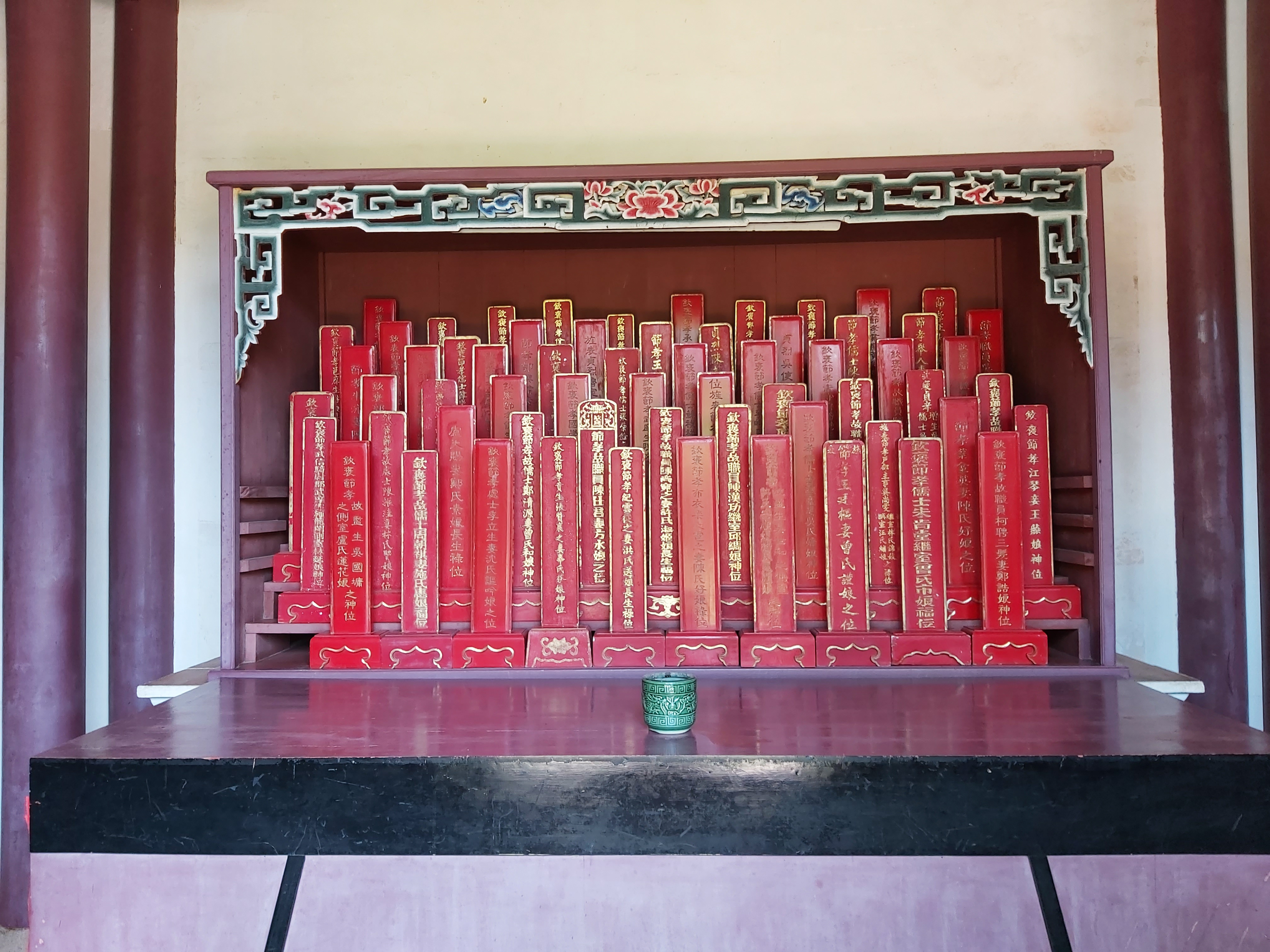
節孝祠中央龕眾貞節烈婦牌位
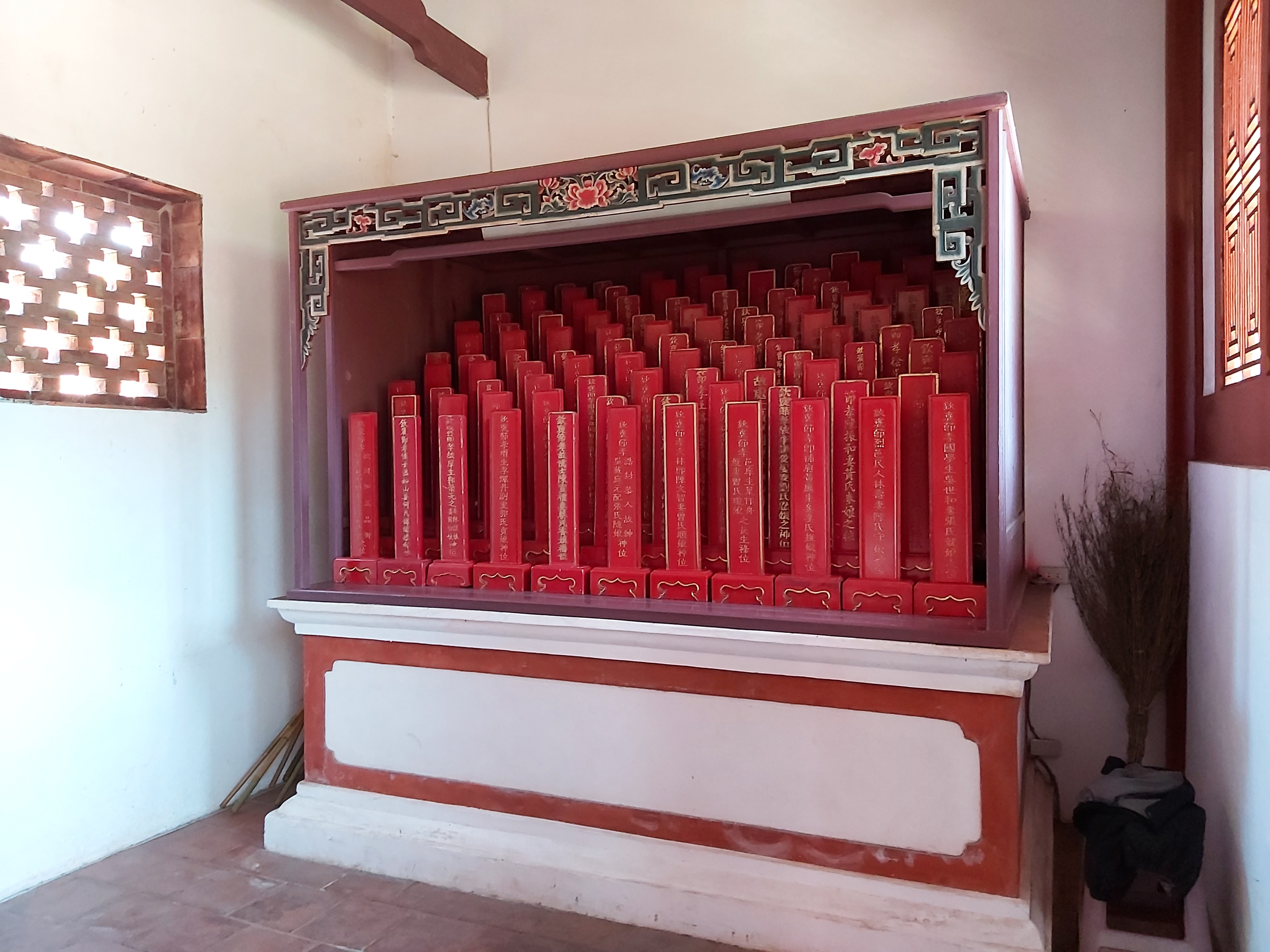
節孝祠側龕眾貞節烈婦牌位
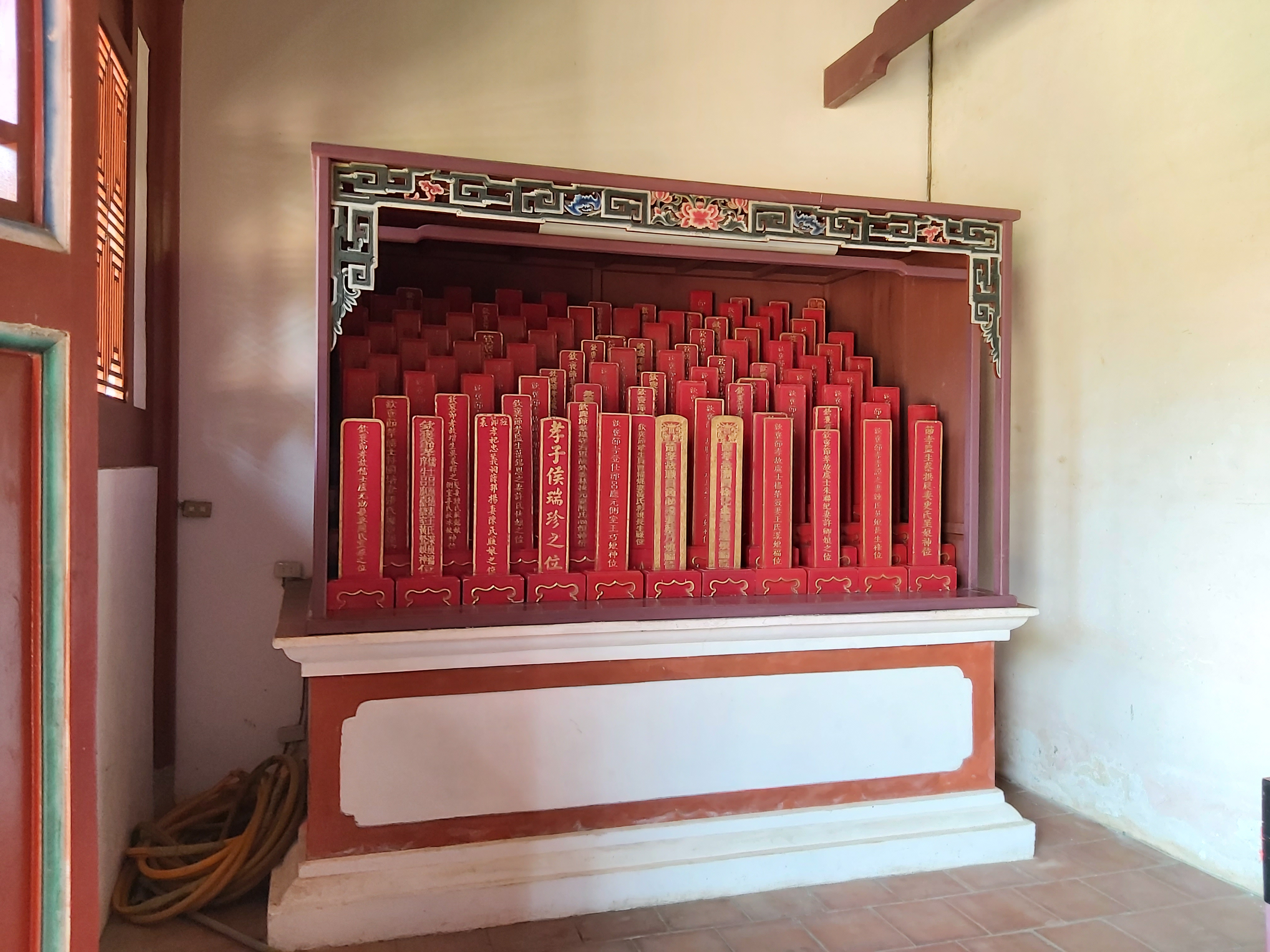
節孝祠側龕眾貞節烈婦牌位，附設孝子祠侯瑞珍牌位

### 大成殿
大成殿位於大成門之內，為孔廟建築群中層級最高的建築。建立於臺基之上，由十二根柱子與三面承重牆支撐，而除了點金柱與南面中央兩根外，其餘的柱子都是附壁柱。屋頂為重簷歇山頂，正脊中央有九層寶塔，兩側有及雙龍及藏經筒。殿前有祭孔時跳佾舞的露臺，臺前為御路（螭陛），臺基角落有排水用之「螭首」。殿內中央供奉孔子之神龕，兩側供奉四配（顏子、子思、曾子及孟子）及十二哲（閔子鶱、冉雍、端木賜、仲由、卜商、有若、冉伯牛、宰我、冉有、言偃、朱熹），上方則懸有清代以來自康熙至光緒皇帝、與中華民國行憲後歷任總統所賜的牌匾:35。皇帝賜匾有康熙帝御筆之寶「萬世師表」、雍正帝御筆之寶「生民未有」、乾隆帝御筆之寶「與天地參」、嘉慶帝御筆之寶「聖集大成」、道光帝御筆之寶「聖協時中」、咸豐帝御筆之寶「德齊幬載」、同治帝御筆之寶「聖神天縱」及光緒帝御筆之寶「斯文在茲」等匾，總統贈匾有蔣中正「有教無類」、嚴家淦「萬世師表」、蔣經國「道貫古今」、李登輝「德配天地」、陳水扁「中和位育」、馬英九「聖德化育」及蔡英文「德侔道昌」等匾。其中道光御匾在2019年的修復工作中，發現其後另有一匾「天衡保軸」。
大成殿所在之合院兩側為東西廡，面寬五開間，室內空間為一長廊型態，其中東廡奉祀41位先賢39位先儒，西廡奉祀40位先賢38位先儒:36。禮器庫與樂器庫分別位在東、西廡北側，是收藏禮樂器之處。清康熙時，禮樂器收藏在西廡下，乾隆時則與典籍分藏在崇聖祠兩側，之後因禮樂器增加才又分放在東西廡北邊廂房內，亦為面寬五開間的長廊型空間:40、41。

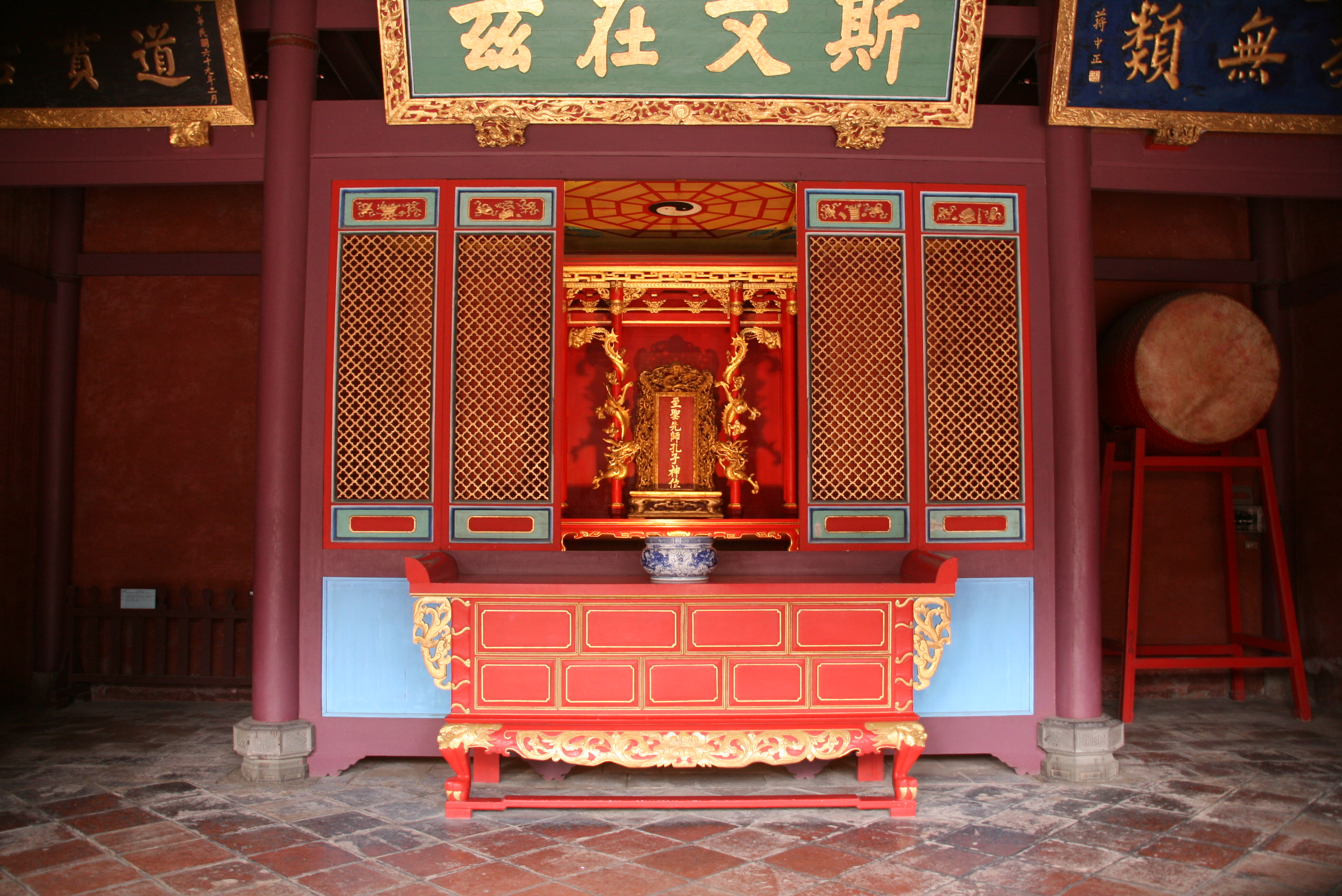
至聖先師孔子神位
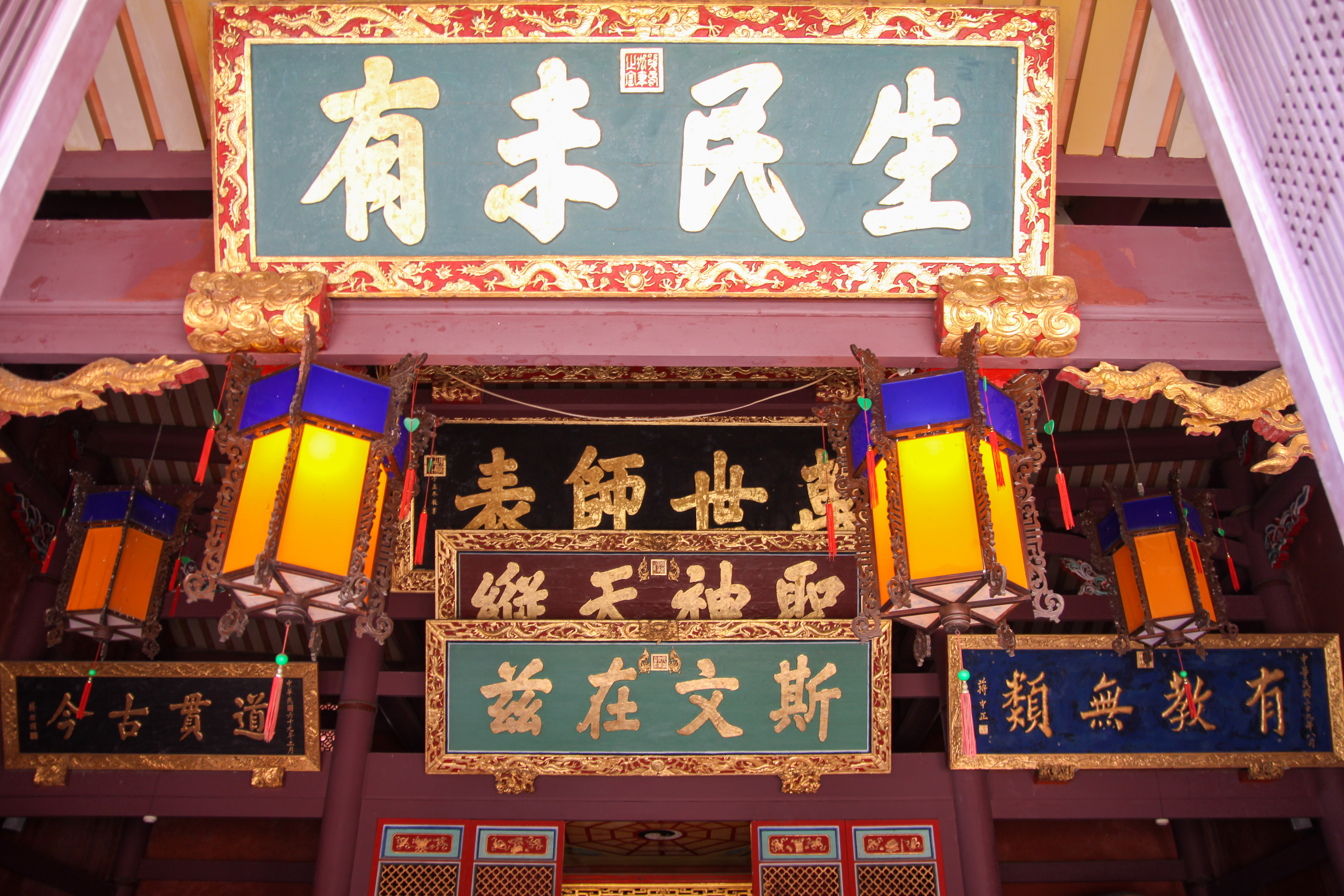
大成殿歷代御匾
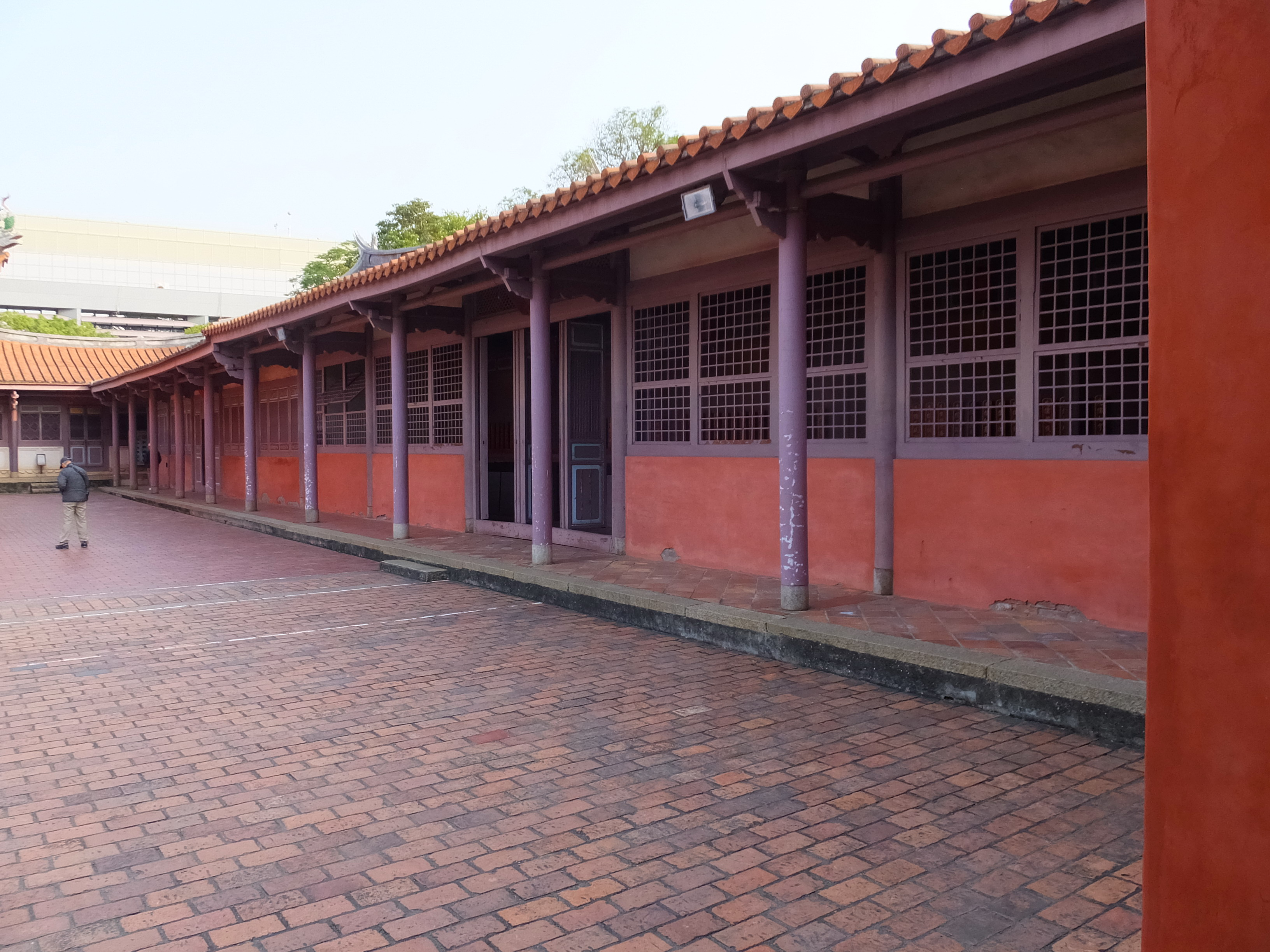
兩廡
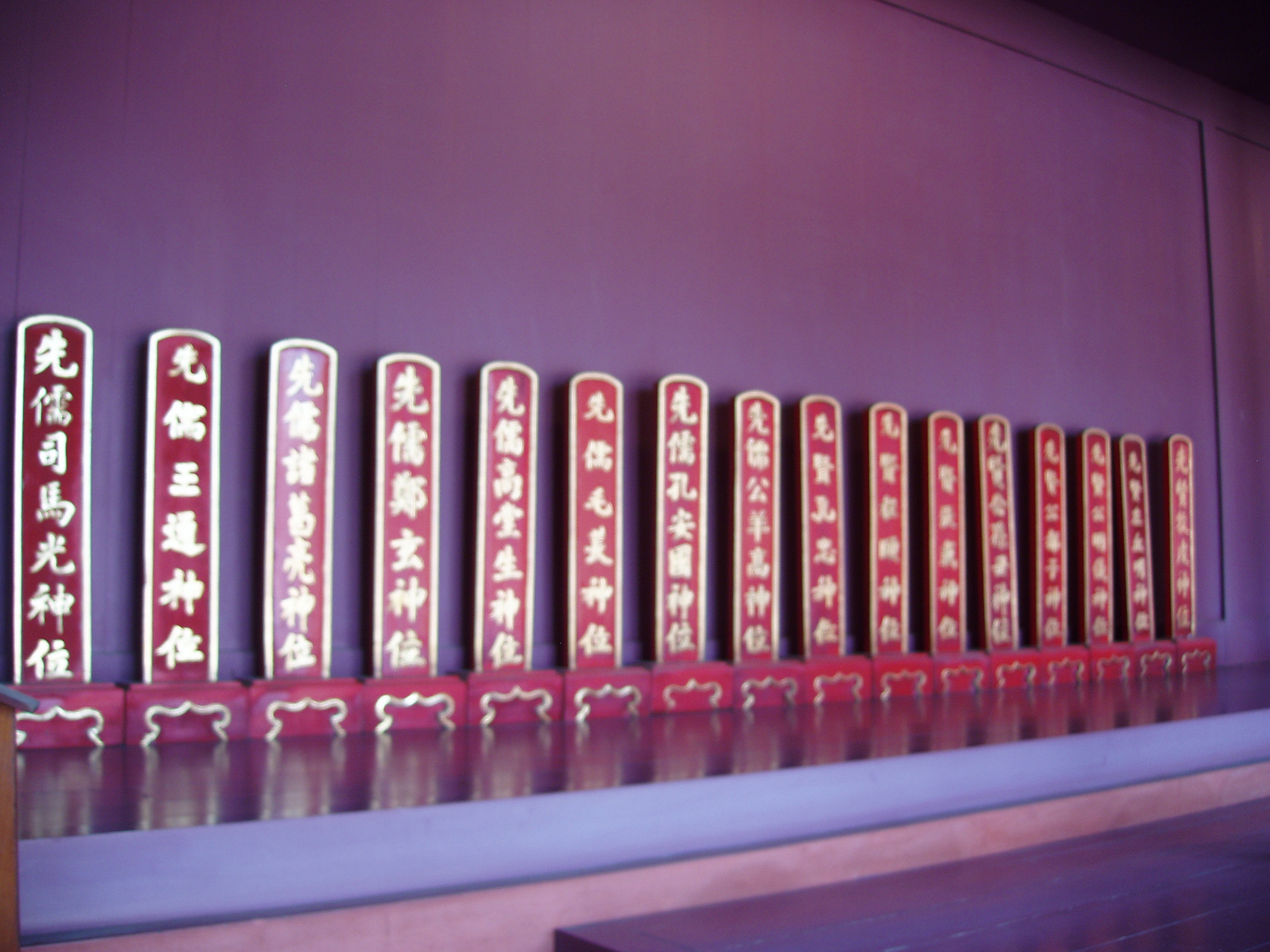
兩廡先賢先儒牌位

### 崇聖祠
崇聖祠為大成殿北側之祠堂，面寬三開間，是由18根柱子支撐的敞廳，屋頂為硬山式燕尾:42。祠內中央神龕供奉孔子五代祖先，東側則是東配先賢與東從先儒神龕，西側則是西配先賢與西從先儒神龕:43。
而在崇聖祠建築東邊是以成書院，西邊為典籍庫，均面寬三開間。兩者在乾隆十四年（1749年）前為名宦祠與鄉賢祠，之後改為存放禮樂器與典籍處，禮器庫樂器庫設於今址後，兩處均為典籍庫:44，日治時期設公學校後，典籍庫改為東西書庫，之後才又改為以成書院與典籍庫:44。
以成書院是臺南孔廟的樂局，為釋奠禮時負責奏樂的組織。據說在孔廟創立時即設有樂局，而在道光十五年（1835年）時，巡臺兵備道間提督學政劉鴻翔曾感禮樂器破損，要樂局董事吳尚新與劉衣紹增補樂器並從唐山聘請樂師:45。今名則是在光緒十七年（1891年）由陳鴻鏘成立，取古樂八音齊鳴，以集大成之意:45。初由許南英為社長，趙雲石為副社長，日治時期曾一度改稱以成社:45。

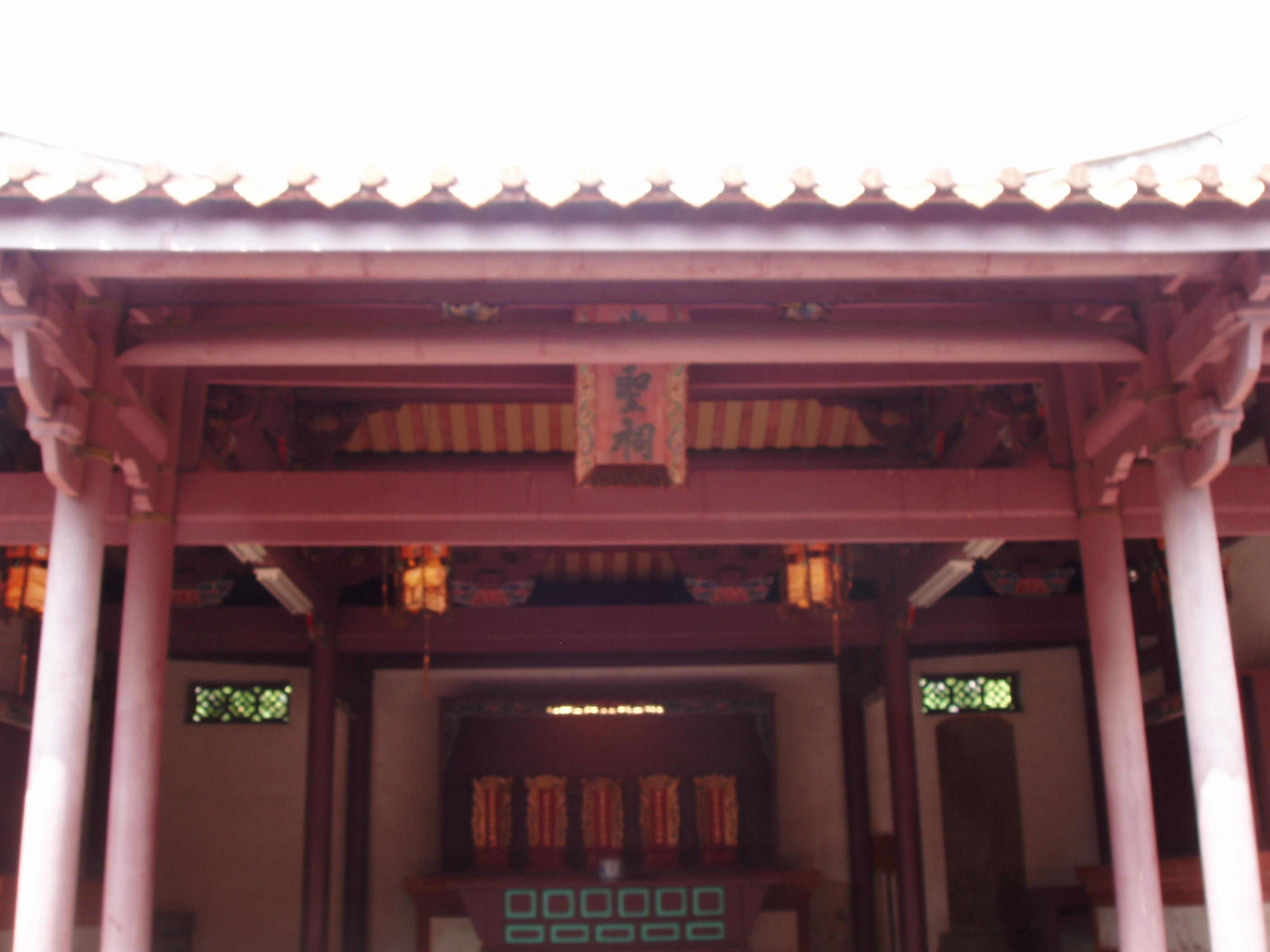
崇聖祠
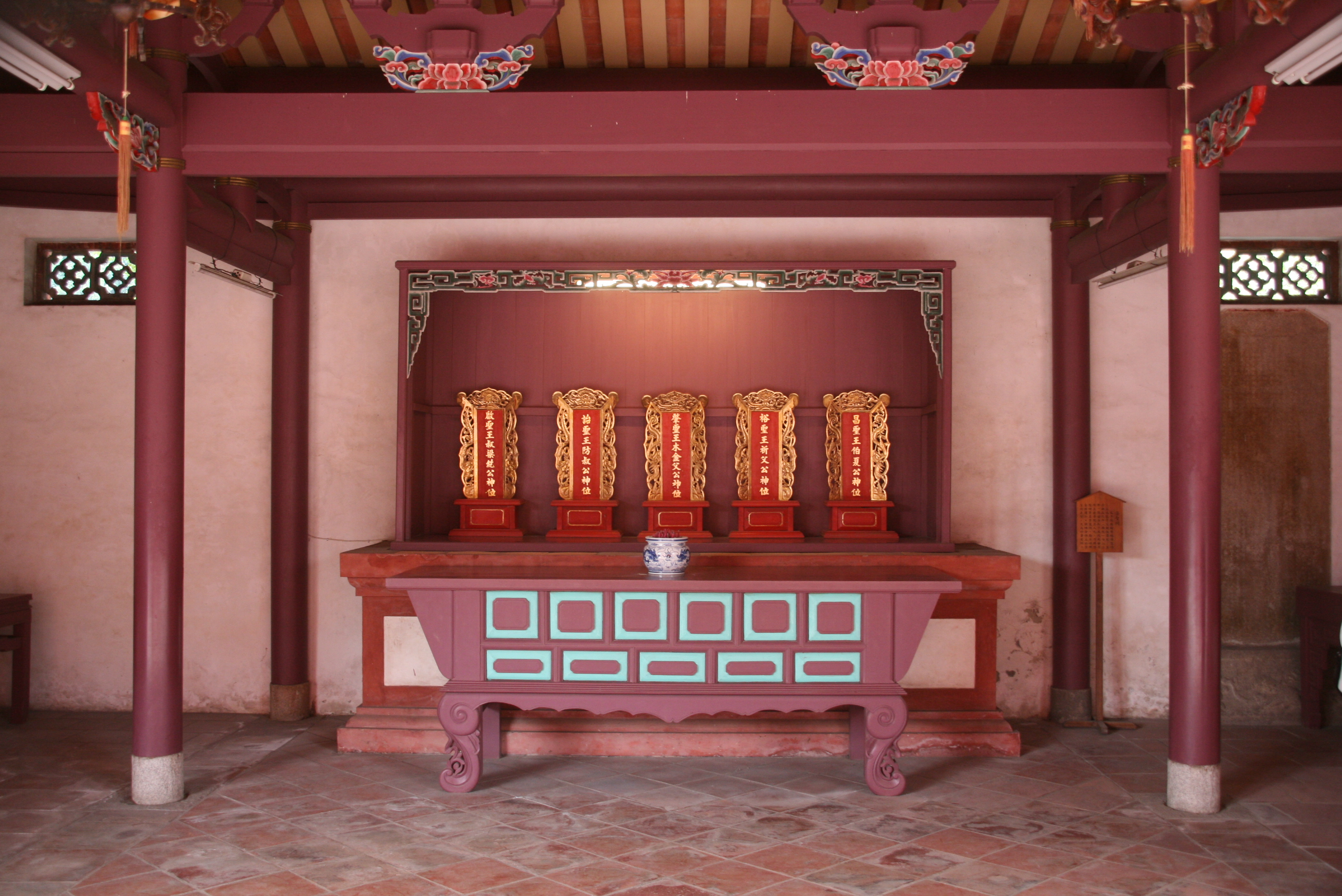
孔子五代祖先牌位
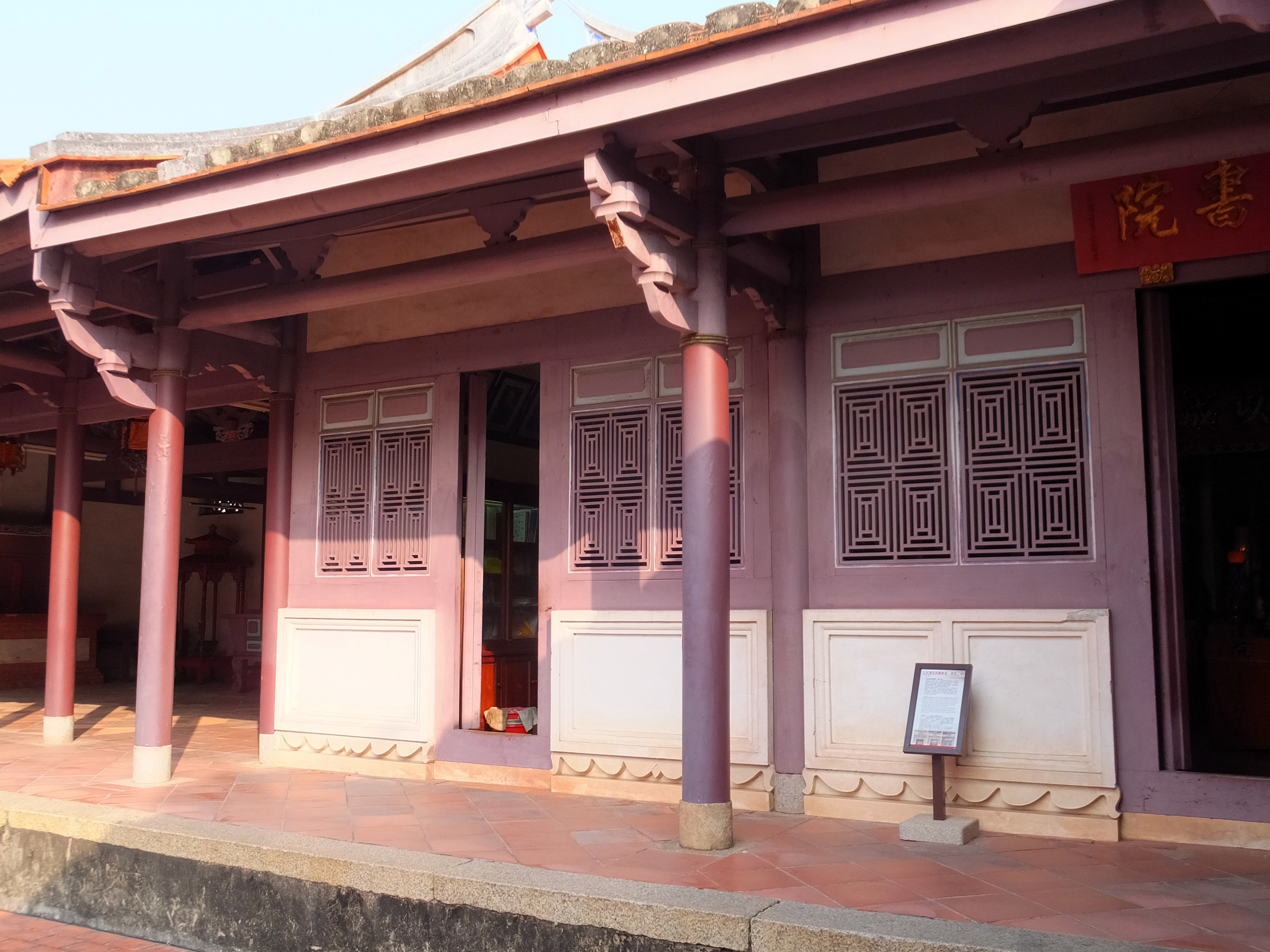
以成書院
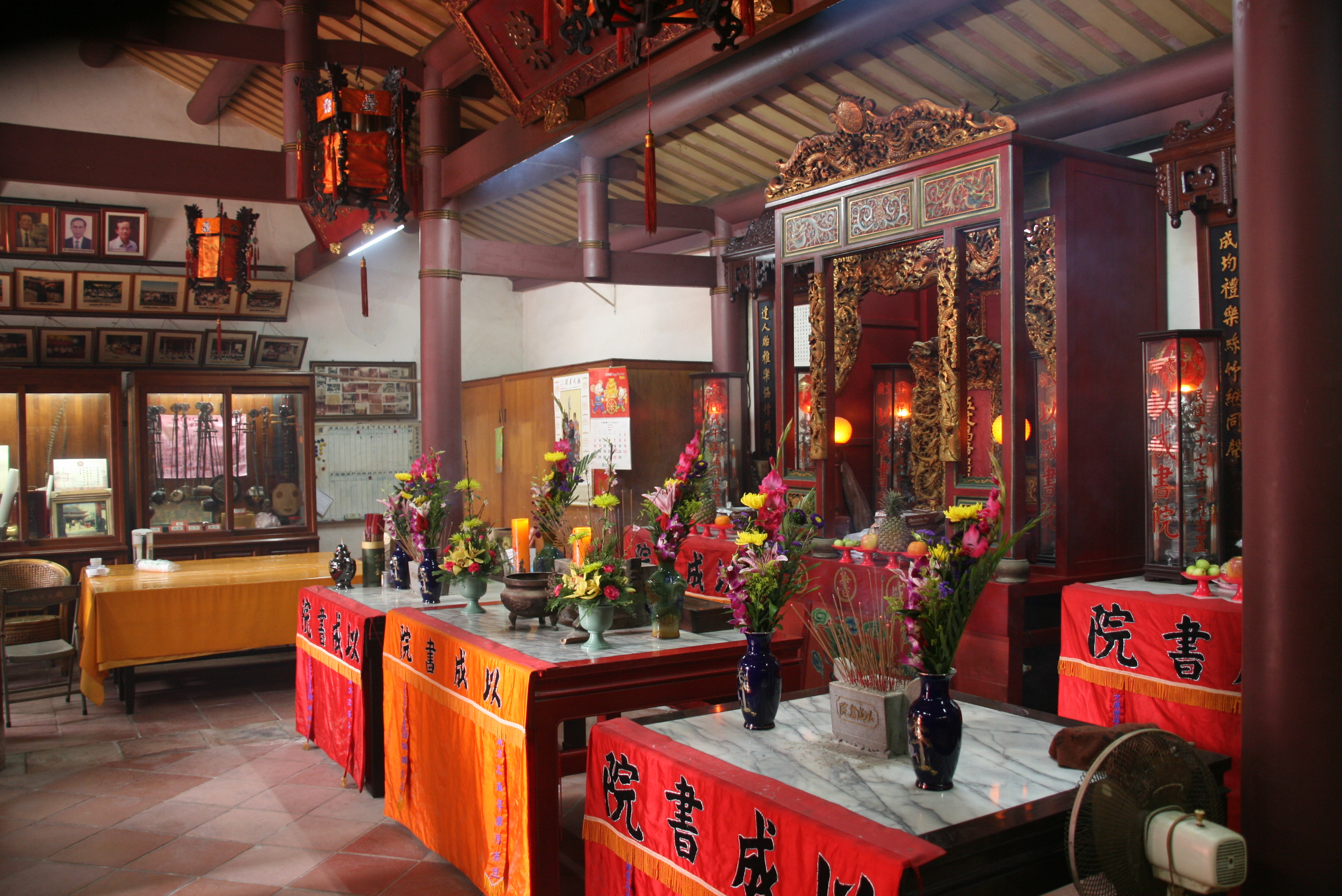
以成書院文物陳列

### 入德之門
入德之門位於名宦祠及鄉賢祠東邊，面寬五開間（由中央三開間之主體及兩邊側室所組成），中央門額題「入德之門」，東題「聖域」，西題「賢關」，屋頂為硬山頂:48ˋ49，門內是「明倫堂」及文昌閣。

### 明倫堂與文昌閣

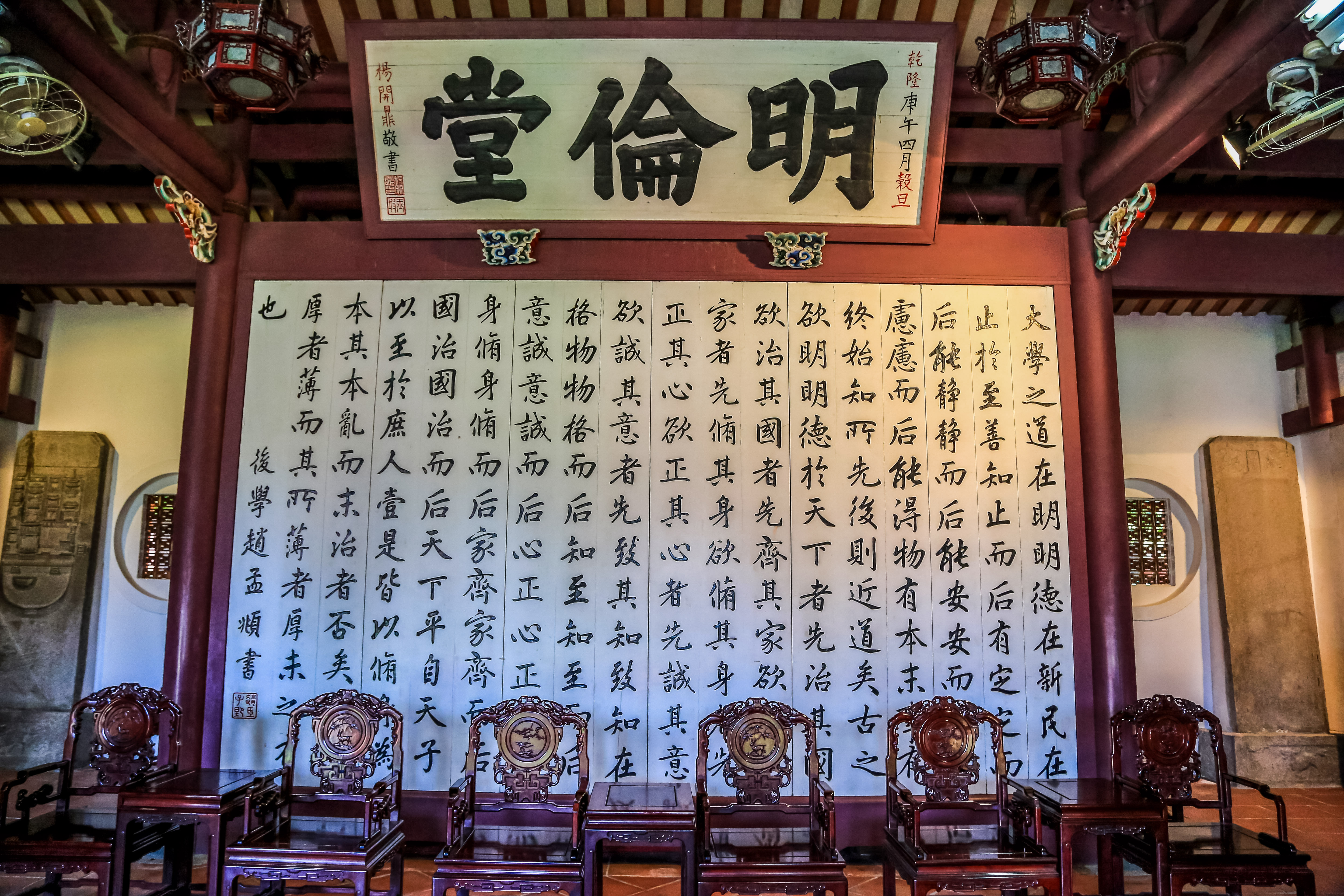
臺南孔子廟明倫堂內部 Hall of Ethics

明倫堂為儒學的講堂，是由前方抱軒與後方本體組成的建築。前方抱軒為四根柱子支撐木構架，上承歇山屋頂，後方本體面寬三開間，採格扇門，屋頂為硬山頂，簷廊設有拱門。

文昌閣位在明倫堂後方、孔廟的東北角，樓高三層，一樓為方形，二樓圓形，供奉文昌帝君，三樓八角形，供奉魁星，因而此樓又稱魁星樓:54。文昌閣在2004年時因結構損壞而封閉，經修復後才於2009年9月28日重新開放。

### 老樹

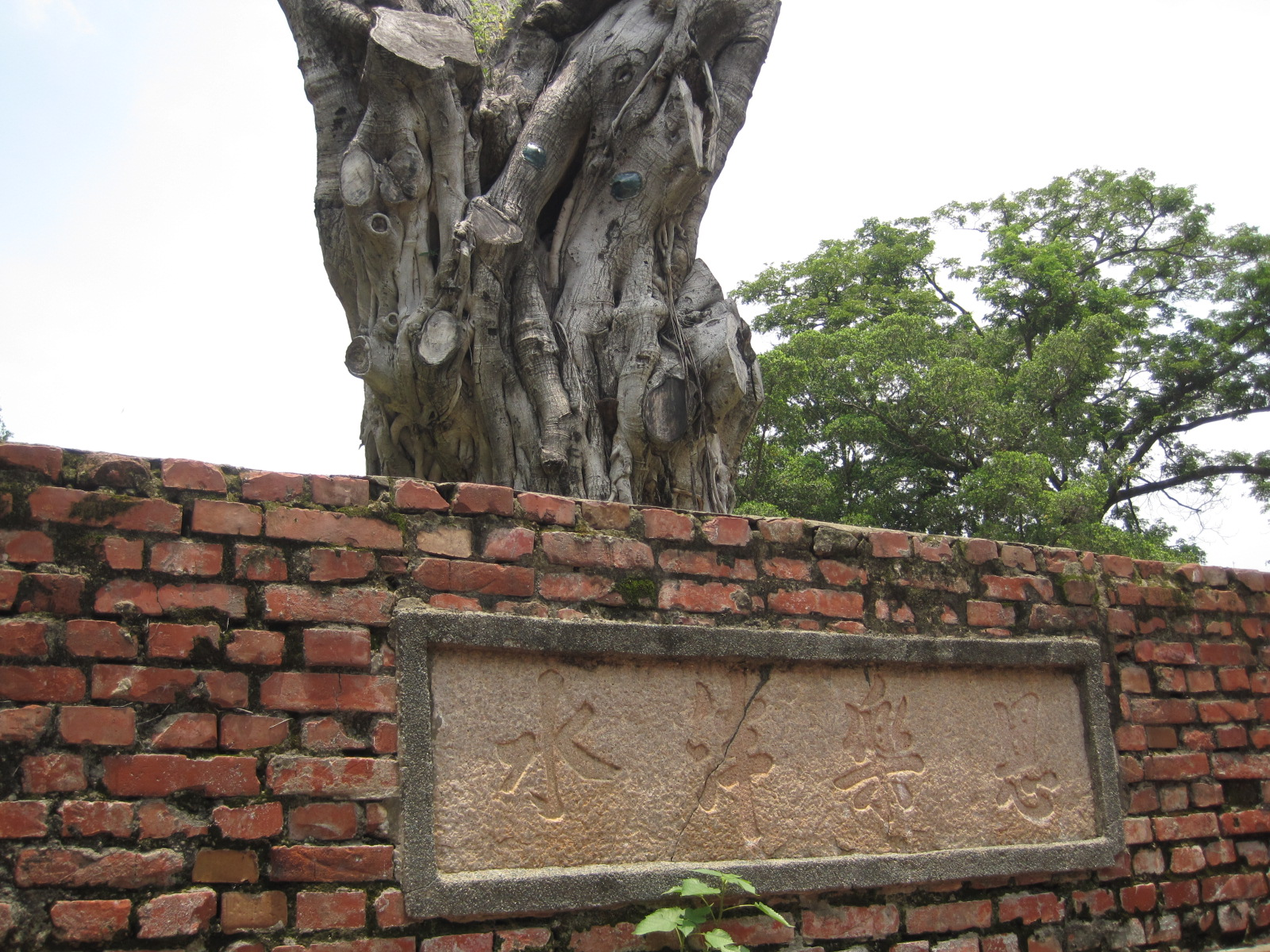
思樂泮水碑與枯死的老榕樹

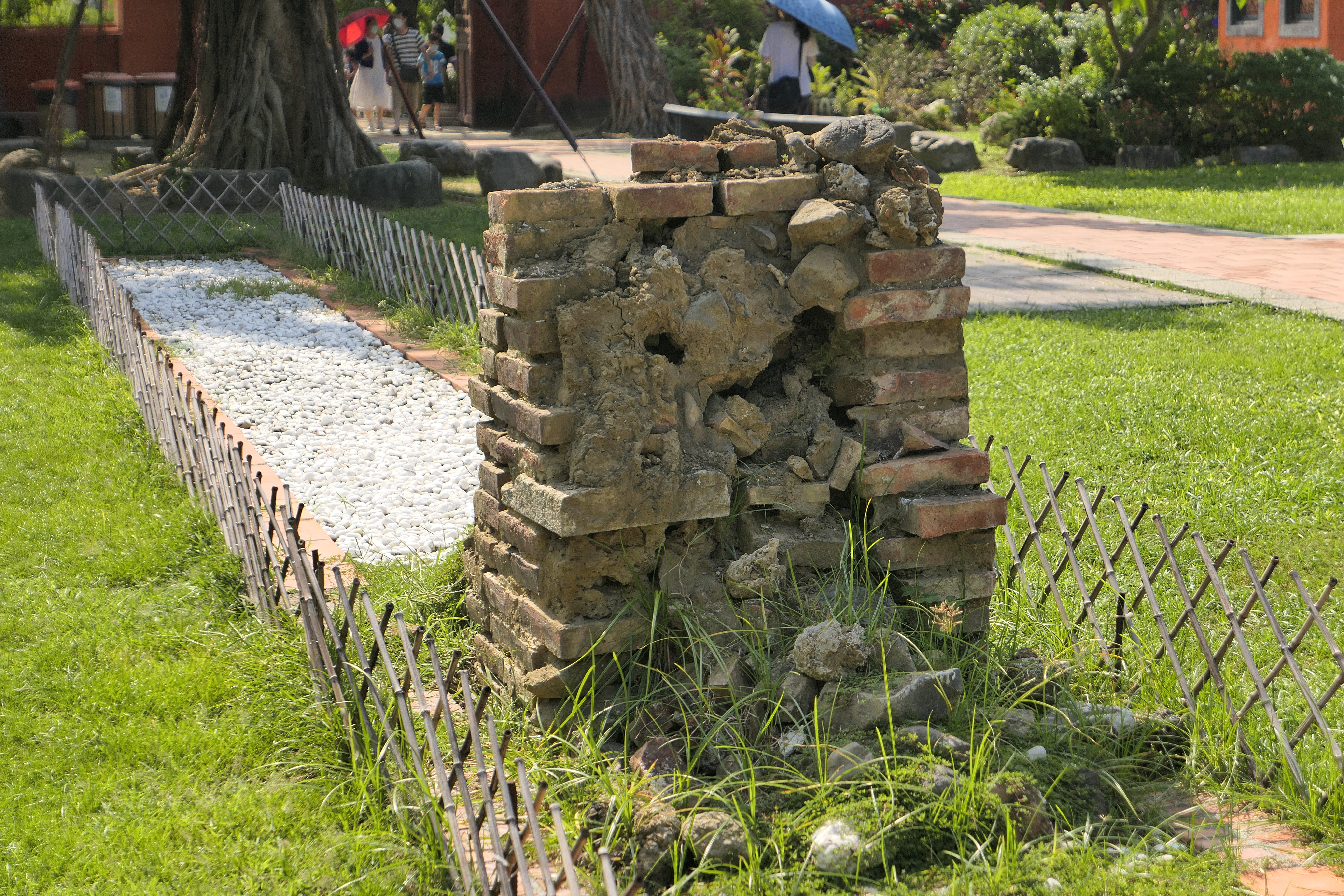
櫺星門遺構

民國九十六年（2007年）有一棵位於三川殿前的大榕樹被發現罹患褐根病，雖進行了醫治措施，但在民國九十九年（2010年）4月10日時卻被人惡意破壞，拆掉引導氣根到地面的竹片與氣根。同年5月18日文化界舉行為老樹祈福的活動，而成大歷史系教授林瑞明（詩人林梵）當天和忠義國小的學生一起在臺南市政府舉辦的「老樹千百歲‧台灣好蔭象」茶會祈福活動上朗誦他為老樹所寫的詩〈老樹之歌〉，不斷祈求「老樹、老樹，不要死」。但在民國一百年（2011年）的3月7日被判定死亡，同年4月砍去枝條以防掉落砸傷遊客。
2013年8月20日移除老樹工程時，壓垮古蹟磚牆。而在移除枯死老樹時，發現被包裹在樹中的櫺星門遺構。

## 外部連結
- 臺南市政府文化局—孔子廟[永久]